# Dülmen

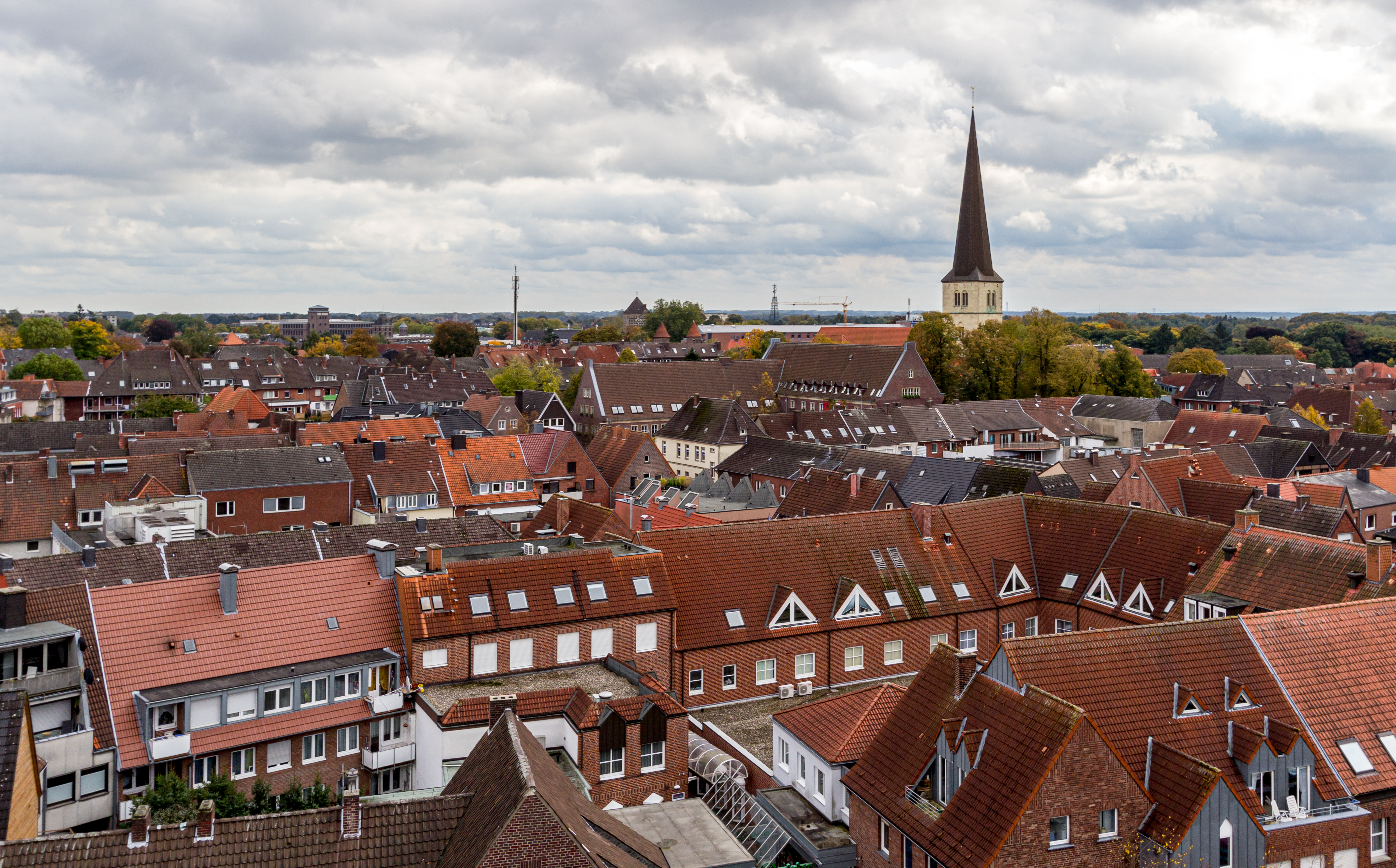
Stadtansicht mit St.-Viktor-Kirche

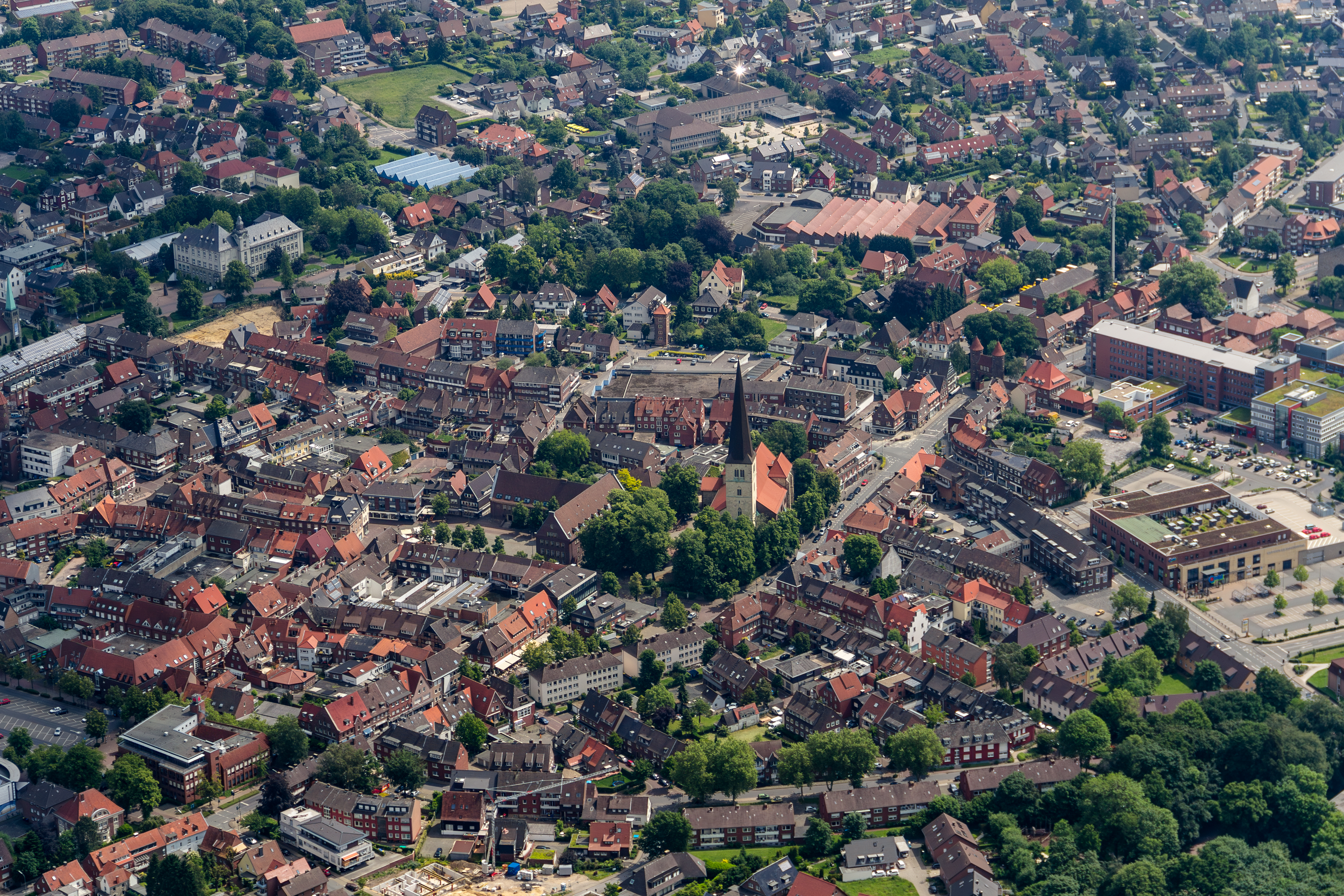
Innenstadt

Dülmen ist eine mittlere kreisangehörige Stadt im nordrhein-westfälischen Kreis Coesfeld und liegt zwischen Münster und dem Ruhrgebiet.
Sie hat mit ihren rund 48.000 Einwohnern den Status einer Kleinen Mittelstadt und ist mit einer Fläche von etwa 185 km2 sowohl einwohner- als auch flächenmäßig größte Stadt im Kreis Coesfeld.
Dülmen verfügt über ein großes Radwandernetz, was es zu einem Ausflugsziel insbesondere für das nahe Ruhrgebiet macht. Dülmen ist Mitglied der Arbeitsgemeinschaft fahrradfreundliche Städte und Gemeinden in Nordrhein-Westfalen. Eine größere Bekanntheit hat Dülmen durch die Dülmener Wildpferde und die Mystikerin Anna Katharina Emmerick. In St. George Township, Benton County, Minnesota, USA gibt es einen weiteren Ort mit Namen „Duelm“. Dort lassen sich direkte Nachfahren aus Dülmen finden, die in den 1880er Jahren in den Staat Minnesota ausgewandert sind.

## Geographie
Dülmen liegt im zentralen Münsterland am Naturpark Hohe Mark-Westmünsterland zwischen den Baumbergen mit der jenseits davon befindlichen Stadt Münster im Nordosten, den Borkenbergen im Süden und der Hohen Mark im Südwesten. Ein paar Kilometer südlich fließt bei Haltern die Lippe, östlich verläuft der Dortmund-Ems-Kanal. An der südwestlichen Stadtgrenze bei Hausdülmen beginnt der Kreis Recklinghausen.

### Ausdehnung des Stadtgebiets

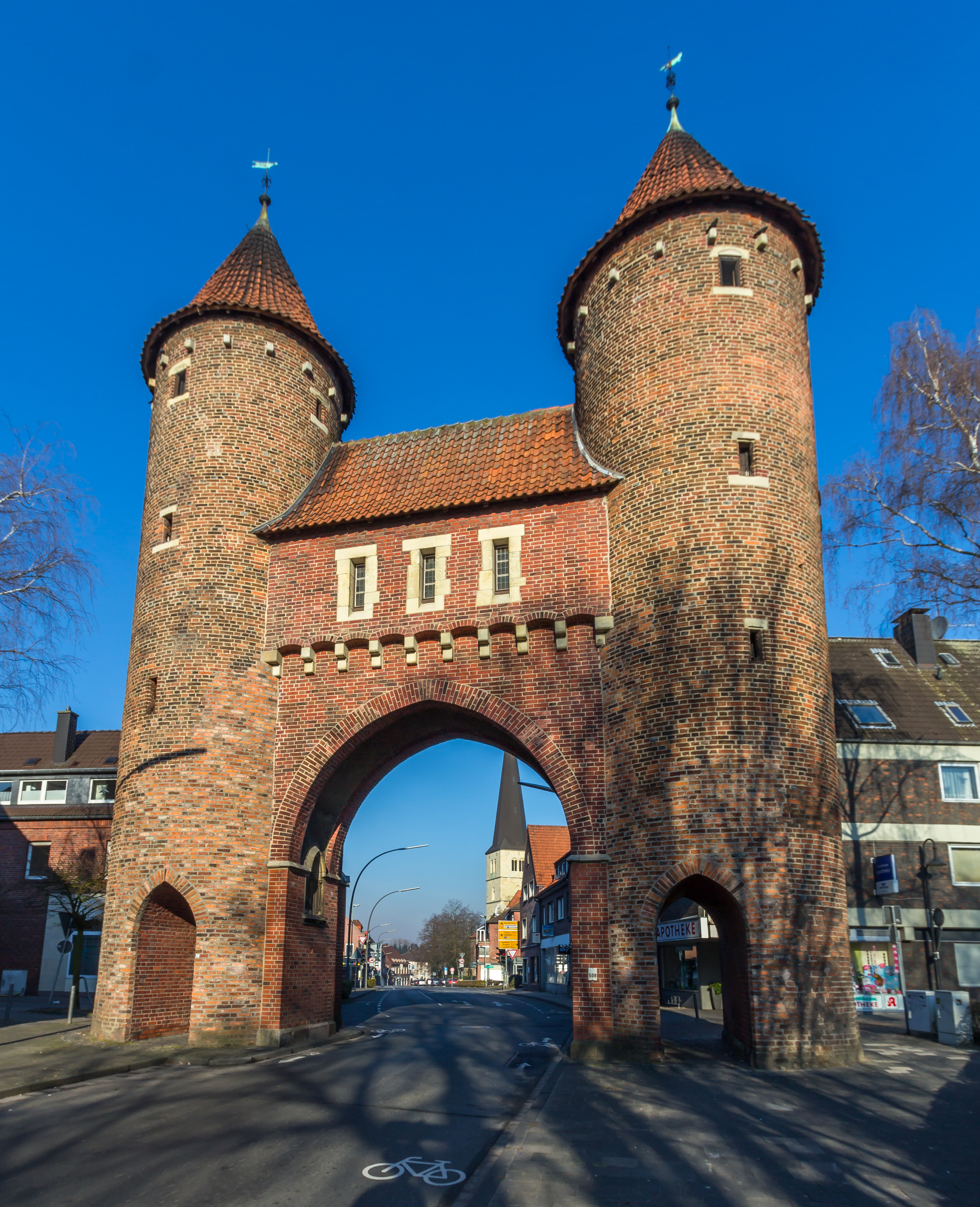
Lüdinghauser Tor – Wahrzeichen Dülmens

| Ackerland                | 82,33 km²  |
| Gartenland               | 1,22 km²   |
| Grünland                 | 46,28 km²  |
| Waldfläche               | 26,67 km²  |
| Wasserfläche             | 2,64 km²   |
| Heide                    | 0,02 km²   |
| Abbauland                | 0,42 km²   |
| Unland                   | 0,09 km²   |
| Hofflächen               | 13,31 km²  |
| Straßen, Wege und Plätze | 8,83 km²   |
| Sonstige Nutzungsarten   | 2,68 km²   |
| Gesamtfläche             | 184,49 km² |

### Stadtgliederung

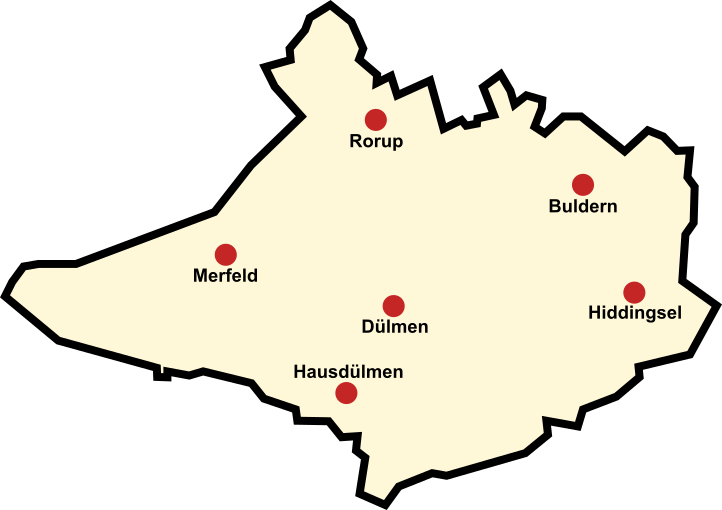
Ortsteile von Dülmen

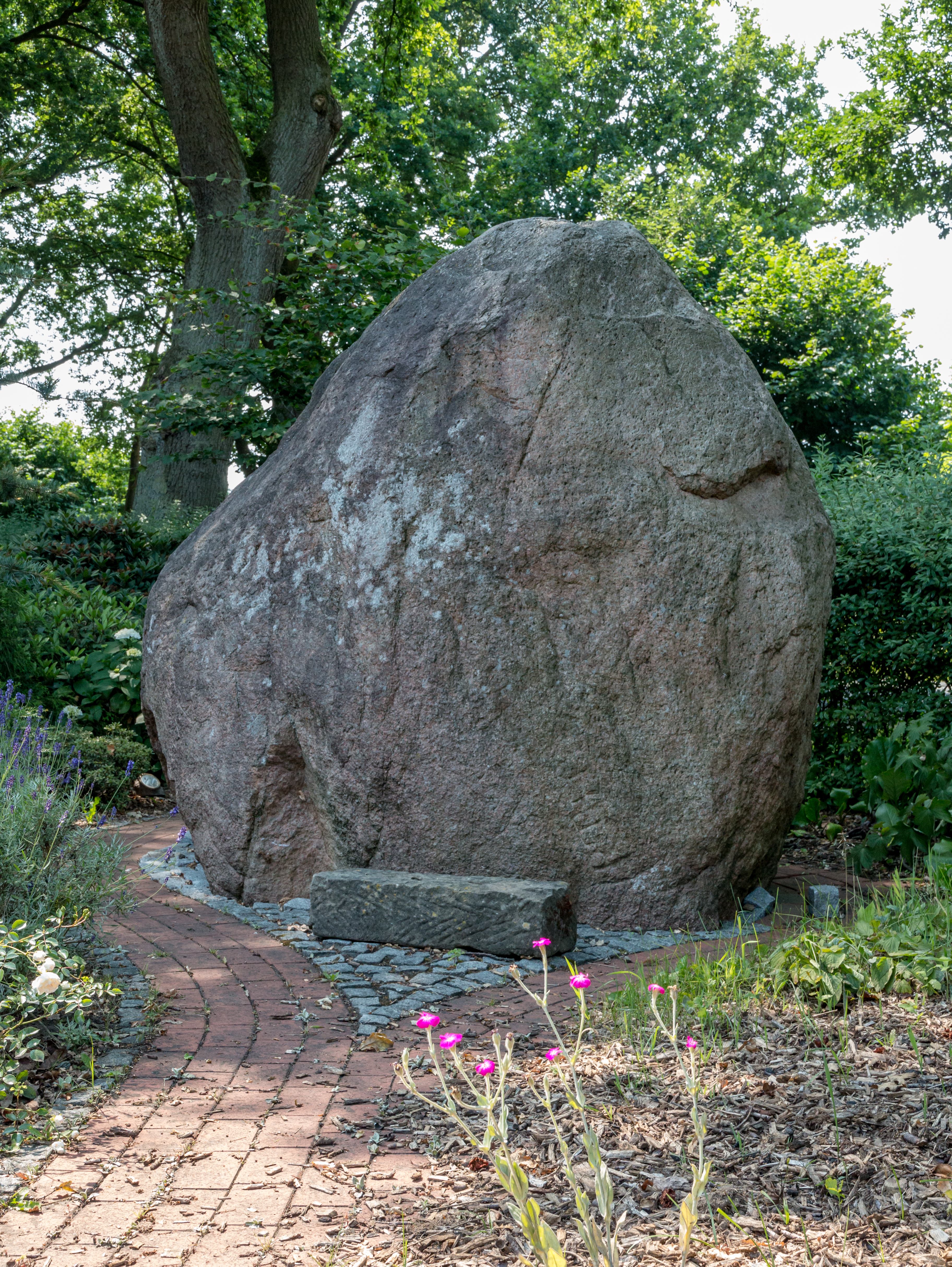
Findling Koppelstein an der Gaststätte - An' Koppel Steen in Dernekamp

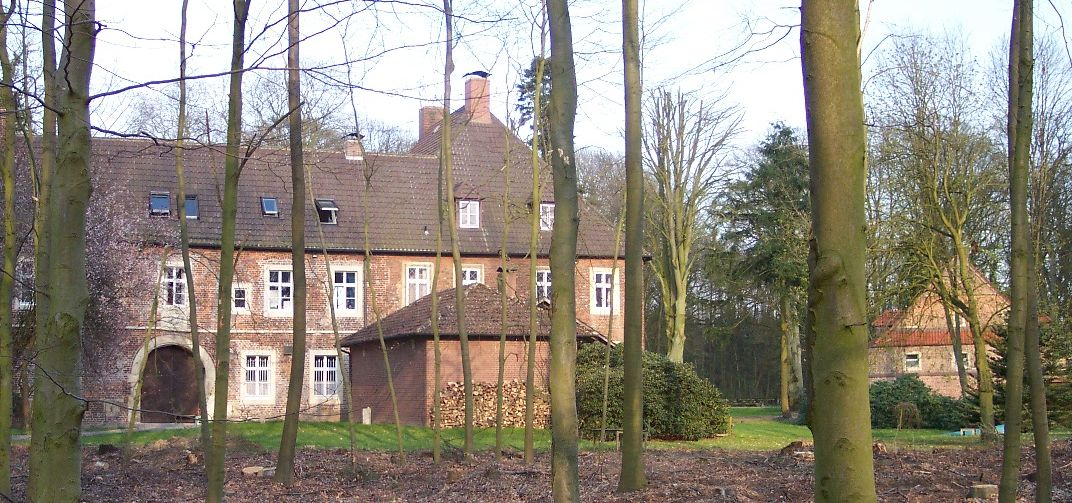
Haus Merfeld

Zur Stadt Dülmen gehören fünf Ortsteile und zwei Stadtbezirke.
Die fünf Ortsteile von Dülmen sind im Uhrzeigersinn gesehen im Norden Rorup, im Nordosten Buldern, im Osten Hiddingsel, im Südwesten Hausdülmen und im Nordwesten Merfeld.
Die beiden Stadtbezirke von Dülmen sind Mitte und Kirchspiel. Der Bezirk Mitte umfasst die eigentliche Stadt. Der Bezirk Kirchspiel umfasst die umliegenden Bereiche und die Bauerschaften Börnste, Daldrup, Dernekamp, Leuste, Mitwick, Empte, Rödder, Weddern und Welte.

### Nachbargemeinden
Die Stadt grenzt an folgende Städte und Gemeinden, sie werden im Uhrzeigersinn beginnend im Süden genannt:
Haltern am See (Kreis Recklinghausen), Reken (Kreis Borken), Coesfeld, Nottuln, Senden, Lüdinghausen (alle Kreis Coesfeld).

## Geschichte

### Mittelalter
Das Münsterland mit der Region um Dülmen war einst vom Germanenstamm der Brukterer in Einzel- und Mehrgehöften besiedelt, einer davon war der Haupthof. Nach der fränkischen Okkupation und der christlichen Missionierung erfolgte eine politische und kirchliche Verwaltungsherrschaft, wobei um 800 der Haupthof der späteren Bauerschaft Dülmen in kirchlichen Besitz überging. In Dülmen wurde 2015 die bislang älteste Kirchenglockengussgrube Europas bei archäologischen Grabungen entdeckt. Laut einer radiometrischen Datierungsmethode (C14-Methode) konnte sie in die Zeit zwischen 665/670 und 775 n. Chr. datiert werden. Erstmals wird die Bauerschaft Dülmen urkundlich als „Dulmenni“ im Jahre 889 im Heberegister des Klosters Werden abgabepflichtig erwähnt. Südwestlich des Dorfs Dülmen begannen 1115 die Arbeiten für den Bau der landesherrlichen Burg „Haus Dülmen“. 1299 brandschatzte Graf Eberhard I. von der Mark das Dorf; in der Folgezeit wurde es mit Wall und Graben gesichert.

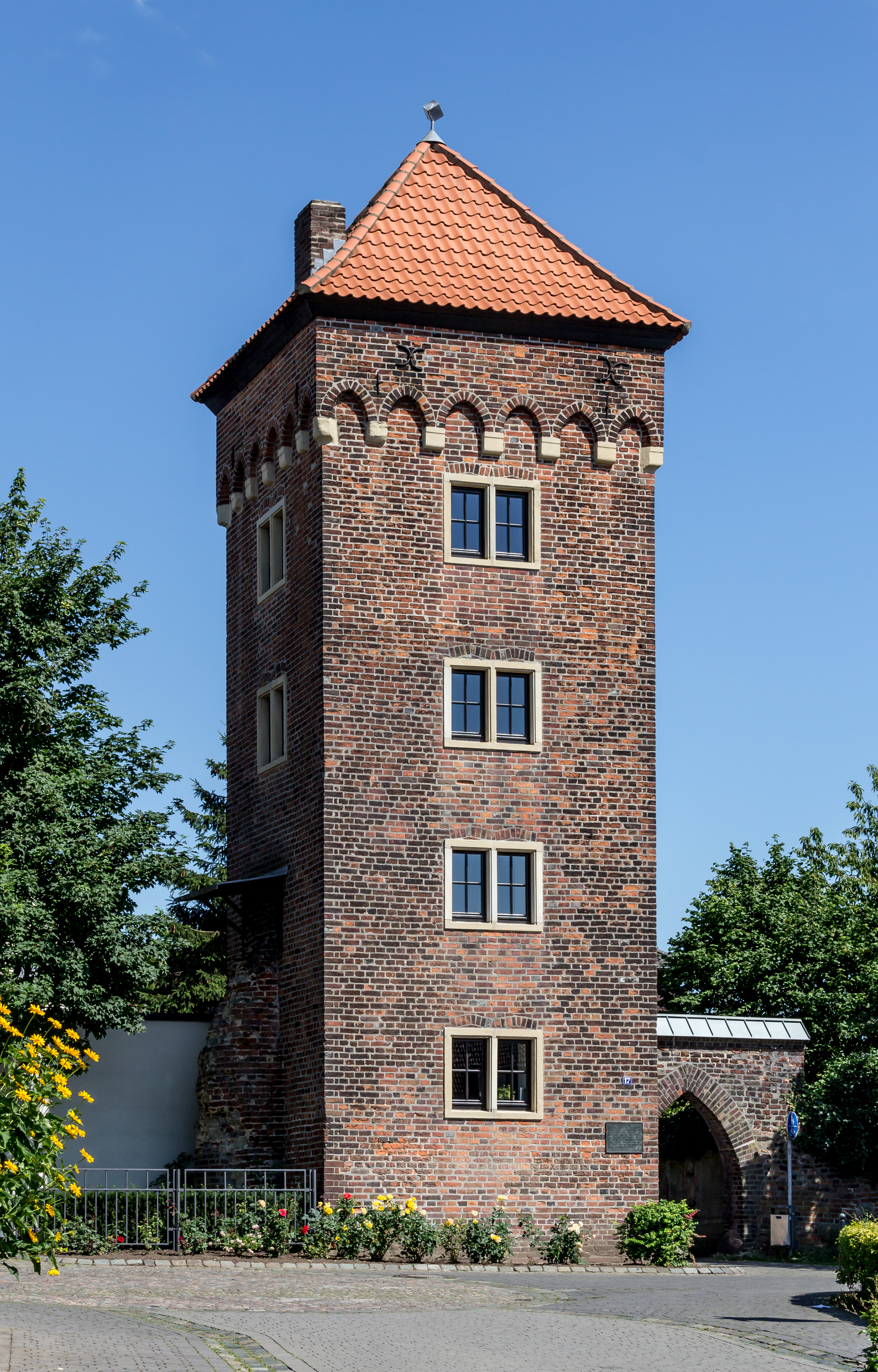
Der Nonnenturm in Dülmen mit Fragment der alten Stadtmauer

Seit 1305 befand sich nahe dem Ostrand der Siedlung, vor dem späteren Lüdinghauser Tor, eine landesherrliche Gerichtsstätte, das Gogericht „zur Greinkuhle“. Die Stadtrechte wurden am 22. April 1311 durch den Fürstbischof von Münster, Ludwig II. verliehen. Zu diesen Rechten gehörte neben einer beschränkten Selbstverwaltung das Marktrecht. Die Pfarrkirche St. Viktor wurde 1323 zur Stiftskirche erhoben. Dem Stiftskapitel gehörten schließlich zwölf Kanoniker an. Senior des Kapitels war der Dechant.
Von 1328 bis 1808 lenkten zwei jährlich gewählte Bürgermeister die Geschicke der Stadt. 1404 erwarben der Bürgermeister und der Rat der Stadt das Grundstück für den Bau des Rathauses. Ab 1414 fanden Arme Hilfe und Aufnahme im Heilig-Geist-Spital. Von 1424 bis 1803 war die weltliche Herrschaft im Bistum Münster in zwölf Ämter aufgeteilt, von denen eines das Amt Dülmen war. Es umfasste die Städte Dülmen und Haltern sowie die Kirchspiele Dülmen, Buldern und Hullern. 1434 wurde nach einer gemeinsamen Vereinbarung zwischen Stiftskapitel und Stadt ein Lehrer angestellt. 1457 eröffneten Augustinerinnen aus Münster nahe dem heutigen Nonnenturm einen Konvent namens Agnetenberg. Dülmen wurde im Jahre 1470 Mitglied der Hanse. In Weddern wurde 1476/1477 mit der Kartause Marienburg die einzige Niederlassung der Kartäuser in Westfalen gegründet. 1498 verzeichnete die älteste Einwohnerliste 288 Haushaltungen und 780 über zwölf Jahre alte Personen.

### Frühe Neuzeit
1507 schlossen sich zur besseren Nutzung der gemeinsamen Marken innerhalb der Stadt fünf „Straßengemeinschaften“ zusammen. 1538 wurden Todesurteile an drei Täufern vollstreckt. 1566 bekam das von der Pest geplagte Dülmen von der Stadt Münster Lebensmittel. 1579 kamen an St. Viktor die Restaurierungsarbeiten an dem um 1500 errichteten Hochchor zum Abschluss. Der Landesherr ließ 1581 einige Juden festnehmen, die sich ohne seine Genehmigung in Dülmen angesiedelt hatten. 1583 wurden während des Spanisch-Niederländischen Kriegs die Bürgerschützen neu organisiert und die Befestigungsanlagen verstärkt. 1591 wurde Dülmen von Spaniern und Niederländern gebrandschatzt. 1601 erhielt die St.-Viktor-Kirche einen Turm mit hoch aufragendem Helm und gotischer Galerie.

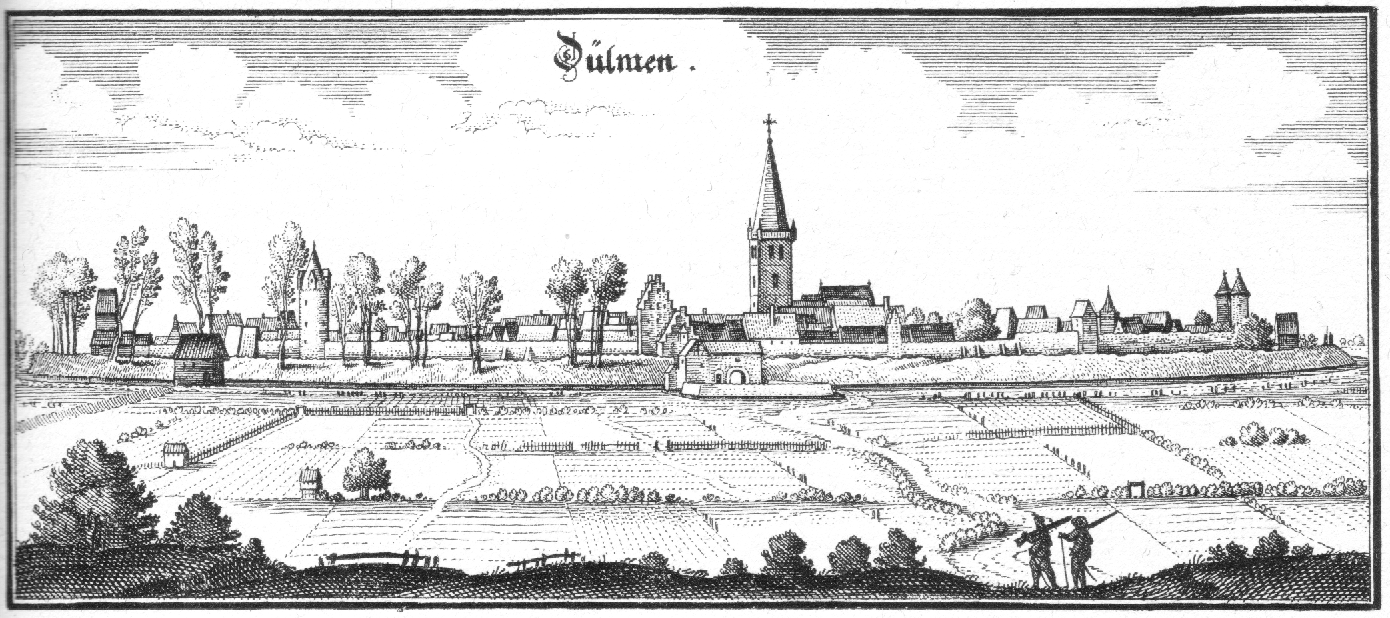
Dülmen um 1647 von Südwesten. Die beiden Landsknechte im Vordergrund würden heute auf der Halterner Straße wandern.

Im Dreißigjährigen Krieg musste Dülmen 1623 kaiserlichen Truppen seine Tore öffnen. Die seit 1311 währende städtische Selbstverwaltung fand damit ihr vorläufiges Ende. 1628 wurden innerhalb von vier Wochen zwei Frauen als Hexen verbrannt. 1629 äscherte eine Feuersbrunst nahezu ein Drittel der Stadt ein und beschädigte Mauern und Tore. Im Verlauf eines einzigen Jahres wechselte Dülmen 1635 20 Mal die militärische Besatzung. Nach einer langen und harten Besatzungszeit räumten die hessischen Söldner 1651 endgültig den Ort. Die Folgen von 30 Kriegsjahren waren 1670: 123 Häuser verwüstet, 79 wurden von Armen bewohnt. Vor dem Lüdinghauser Tor entstand 1679 die Kreuzkapelle als Andachtsstätte für die Bewohner von Stadt und Land. Eine über Dülmen verkehrende Fahrpost von Münster nach Köln nahm 1723 ihren Betrieb auf. Johann Heinrich Schücking errichtete 1752 eine Kornbrennerei, die 1828 um eine Dampfmühle erweitert wurde. Im Siebenjährigen Krieg ließ der französische Befehlshaber Soubise 1761 einen Großteil der Stadtmauer niederlegen.

### 19. Jahrhundert
Nach der Aufhebung des Hochstifts Münster 1803 wurde das ehemalige Amt Dülmen für drei Jahre eine reichsunmittelbare Grafschaft der aus dem französisch-belgischen Grenzgebiet stammenden Herzöge von Croÿ. Bei der Eingliederung des Münsterlands in das französische Kaiserreich 1811 löste Napoleon das Stiftskapitel an der Pfarrkirche St. Viktor und das Kloster Agnetenberg auf. Als neuer Landesherr überwies der König von Preußen 1816 Dülmen an den Kreis Coesfeld innerhalb der Provinz Westfalen.
1824 starb hier nach zwölfjährigem Leiden die stigmatisierte ehemalige Augustinerinnen-Nonne Anna Katharina Emmerick. Als erste „Kunststraße“ wurde die von Napoleon begonnene Straße Wesel–Haltern–Dülmen–Münster 1828 teilweise fertiggestellt. Die mit dem Bau des Herzog-von-Croÿschen Schlosses beauftragte Firma Aloys Kirschner verlegte ihren Sitz 1834 von Havixbeck nach Dülmen. Als erster Fabrikbetrieb während der Industrialisierung entstand 1842 die Eisenhütte Prinz Rudolph. Während der Märzrevolution 1848 kam es zu einem Ausbruch sozialen Protestes. Tagelöhner und kleine Handwerker aus Stadt und Umland demolierten einige Räume des Schlosses. Danach warfen sie Kaufleuten und Beamten die Fensterscheiben ein, plünderten deren Lebensmittelvorräte sowie Alkoholika. Die Evangelische Gemeinde, die im Jahre zuvor ihr Gotteshaus erbaut hatte, wurde durch Konsistorium und Regierung 1857 zu einer selbstständigen Kirchengemeinde erhoben. Die neue Synagoge der Jüdischen Gemeinde befand sich seit 1863 ebenfalls an der Münsterstraße. Der Bau der Eisenbahnlinie Essen-Münster erschloss die Stadt 1870 für den Schienenverkehr zwischen Ruhrgebiet und Hamburg. An der Lüdinghauser Straße nahm Meier Bendix (Sohn von Moses Bendix) 1873 eine mechanische Weberei mit zunächst 100 Stühlen in Betrieb. Durch die Eröffnung der Bahnstrecke Dortmund–Gronau wurde Dülmen 1875 Eisenbahnknotenpunkt mit einem Turmbahnhof. Stadtverordnetenversammlung und Magistrat übertrugen den neu gegründeten Stadtwerken 1897 die zentrale Versorgung mit Gas und Wasser. Die alte „Lateinschule“ bzw. die „Rektoratschule“ des 19. Jahrhunderts wurde 1912 zu einem Gymnasium ausgebaut.

### 20. Jahrhundert
Trotz vieler Widerstände gelang es 1936, die Kirche Heilig Kreuz als zweite katholische Pfarrkirche zu errichten. In den Tagen der Novemberpogrome 1938 ließen Anhänger des Nationalsozialismus die Synagoge der Jüdischen Gemeinde in Flammen aufgehen. Während des Frankreichfeldzuges fielen 1940 erstmals Bomben in der Nähe der Stadt. Ziel war das unterirdische Treibstofflager der Luftwaffe im Osthofer Wald. Die letzten Angehörigen der jüdischen Gemeinde – zehn ältere Menschen – wurden 1941/1942 in den Osten abtransportiert und schließlich in einem Konzentrationslager ermordet. Im Zusammenhang mit dem Niederrhein-Übergang der Alliierten zerstörten Bomberverbände kurz vor Ende des Zweiten Weltkrieges die gesamte Innenstadt. Die verheerendsten Angriffe erfolgten am 21. und 22. März 1945. 92 % aller Wohngebäude lagen in Trümmern.
Der zügige Wiederaufbau der Wohn- und Arbeitsstätten erreichte bei der Übergabe des neuen Rathauses 1956 einen festlich begangenen Höhepunkt. Dülmen schloss mit der nahe Charleville gelegenen französischen Stadt Mézières 1963 eine Partnerschaft. Durch die Stationierung des Artillerieregiments 7 der Bundeswehr in der St.-Barbara-Kaserne wurde das wirtschaftlich aufstrebende Dülmen 1966 Garnisonstadt, durch die Errichtung des Sondermunitionslagers Dülmen auch Standort von Atomwaffen. Infolge der Gebietsreform verloren die ländlichen Gemeinden 1975 ihre Selbständigkeit. Das vergrößerte Stadtgebiet umfasst die Gemeinde Buldern mit Hiddingsel, das Amt Dülmen mit der Gemeinde Kirchspiel und Merfeld sowie die Gemeinde Rorup und Teile der Gemeinde Limbergen des Amtes Rorup. Mit der Fertigstellung der A 43 Wuppertal-Münster erhielt Dülmen 1981 Anschluss an das Autobahnnetz. 1983 verlieh die Stadt dem britischen Feldzeugdepot das Ehrenstadtrecht. Nach der Öffnung der innerdeutschen Grenze schlossen Dülmen und Fehrbellin in Brandenburg 1990 eine Städtefreundschaft. Nach der Halbierung der Mitarbeiterzahl der Textilspinnerei und -weberei Paul Bendix in der Strukturkrise 1966/67 sowie einer Produktionsumstellung auf Streichgarn wurde der Betrieb 1993 eingestellt, damit endeten 120 Jahre Firmengeschichte und die ehemals wichtigste Erwerbssparte der Dülmener Wirtschaft hörte auf zu bestehen. Mit dem Abzug der in Dülmen stationierten Bundeswehreinheiten endete 2003 die Geschichte der Garnison.
2016 wurde bei Ausgrabungsarbeiten zum geplanten „Intergenerativen Zentrum“ Deutschlands zu dieser Zeit älteste Glockengrube gefunden.

### Eingemeindungen
Am 1. April 1930 wurde Hausdülmen in die Gemeinde Kirchspiel Dülmen eingegliedert.
Am 1. Juli 1969 wurde Hiddingsel mit der Gemeinde Buldern vereint.
Am 1. Januar 1975 wurden die bis dahin selbständigen Gemeinden Buldern, Kirchspiel Dülmen, Merfeld und Rorup in die Stadt Dülmen eingegliedert.

### Bevölkerung
Im Zweiten Weltkrieg wurde Dülmen zu gut 90 % zerstört. Nach dem Krieg erlebte Dülmen einen raschen Aufschwung. Von den etwa 5.000 Einwohnern nach dem Krieg wuchs die Bevölkerungszahl bis 1973 auf über 20.000.
| Ortsteil     | Einwohner | Haushalte |
| ------------ | --------- | --------- |
| Dülmen-Mitte | 28.752    | 12.235    |
| Buldern      | 5.759     | 2.451     |
| Hausdülmen   | 2.087     | 888       |
| Hiddingsel   | 1.752     | 746       |
| Kirchspiel   | 4.145     | 1.764     |
| Merfeld      | 1.993     | 848       |
| Rorup        | 2.276     | 969       |
| Summe        | 46.764    | 19.900    |

| Religion               | Einwohner | Prozent |
| ---------------------- | --------- | ------- |
| evangelisch            | 8.381     | 17,8    |
| evangelisch-reformiert | 10        | 0,02    |
| evangelisch-lutherisch | 156       | 0,3     |
| altkatholisch          | 3         | 0,01    |
| römisch-katholisch     | 32.363    | 68,6    |
| andere                 | 6.251     | 13,3    |
| Summe                  | 47.164    | 100     |

Im Jahr 2022 gab es 616 Kirchenaustritte, insgesamt 662 Kirchenaustritte hat es 2023 in Dülmen gegeben, zusammen 3 % der Gesamtbevölkerung in 2 Jahren. Die evangelische Kirchengemeinde zählte nach eigenen Angaben zum 31. Dezember 2023 insgesamt 7117 Gemeindemitglieder (15 % der Gesamtbevölkerung). Die Anzahl der evangelische Kirchenmitglieder ist seit 2008 gesunken.

## Politik

### Stadtrat

#### Sitzverteilung seit 1999
|      | Sitze | Wähler/-innen | CDU      | SPD      | FDP     | Grüne   | UWG     | GAL    | Die Linke | ÖDP     | DMP     |
| ---- | ----- | ------------- | -------- | -------- | ------- | ------- | ------- | ------ | --------- | ------- | ------- |
| 2020 | 44    |               | 23 Sitze | 10 Sitze | 3 Sitze | 7 Sitze |         |        | 1 Sitz    |         |         |
| 2014 | 44    | 20.844        | 23 Sitze | 13 Sitze | 2 Sitze | 4 Sitze | *       | *      | 2 Sitze   | *       | *       |
| 2009 | 44    | 22.839        | 20 Sitze | 14 Sitze | 4 Sitze | 2 Sitze | 2 Sitze | 1 Sitz | 1 Sitz    | *       | *       |
| 2004 | 44    | 22.387        | 22 Sitze | 13 Sitze | 4 Sitze | 1 Sitz  | 2 Sitze | 1 Sitz | *         | 1 Sitz  | *       |
| 1999 | 44    | 21.016        | 25 Sitze | 12 Sitze | 1 Sitz  | 2 Sitze | 2 Sitze | *      | *         | 0 Sitze | 2 Sitze |

#### Ergebnisse der Kommunalwahlen ab 1975

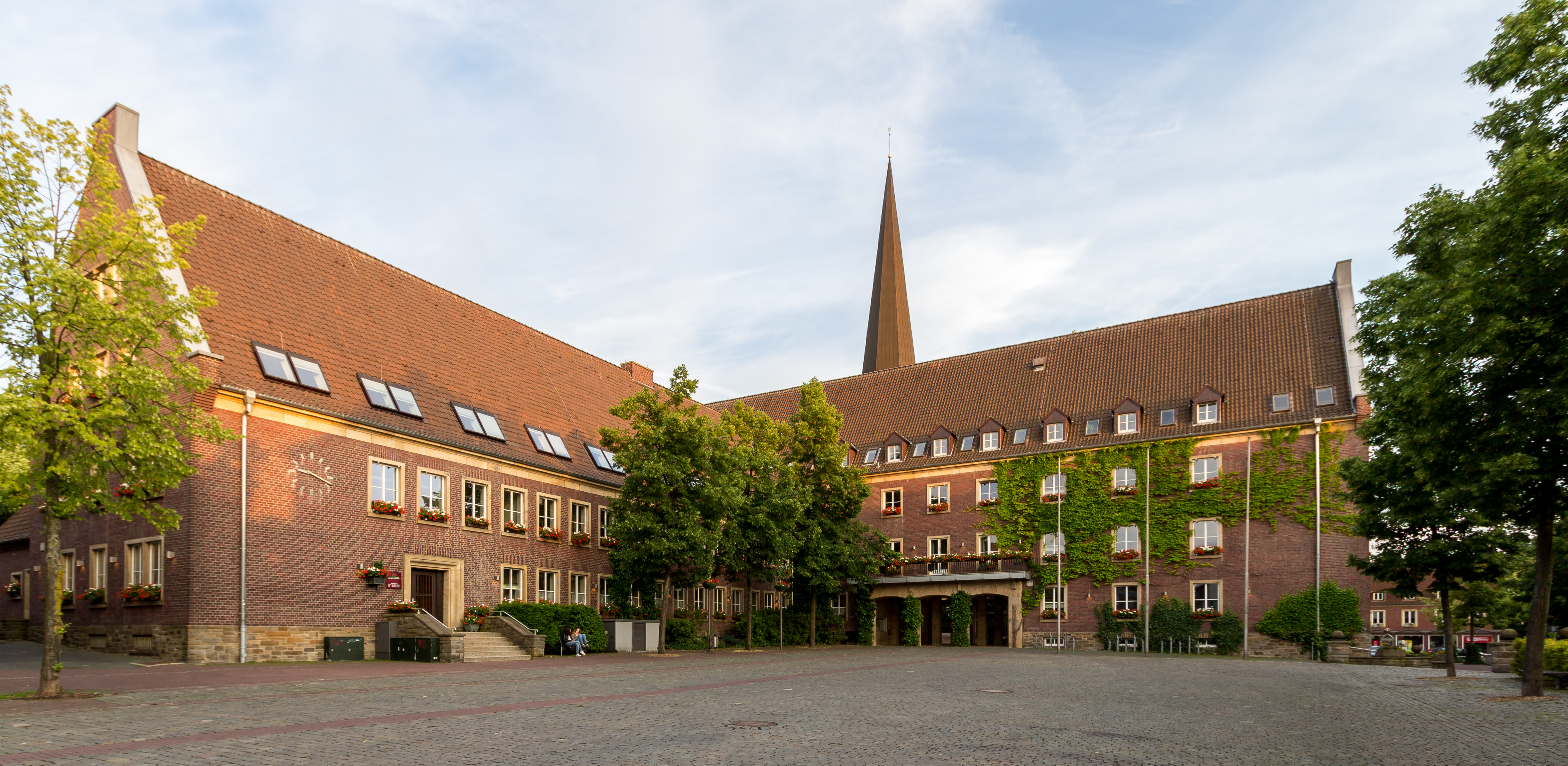
Dülmen, Rathaus am Marktplatz

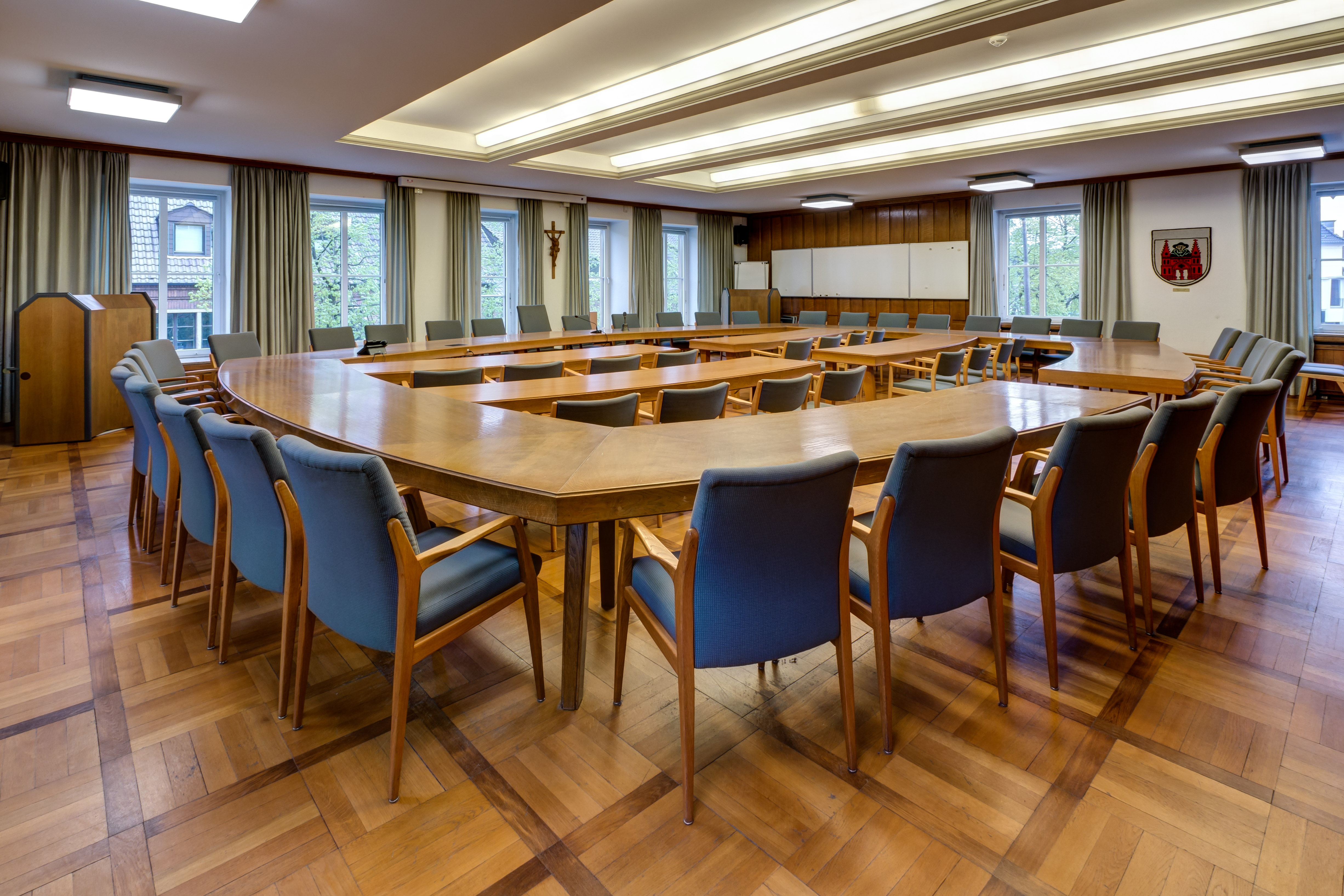
Ratssaal im Rathaus

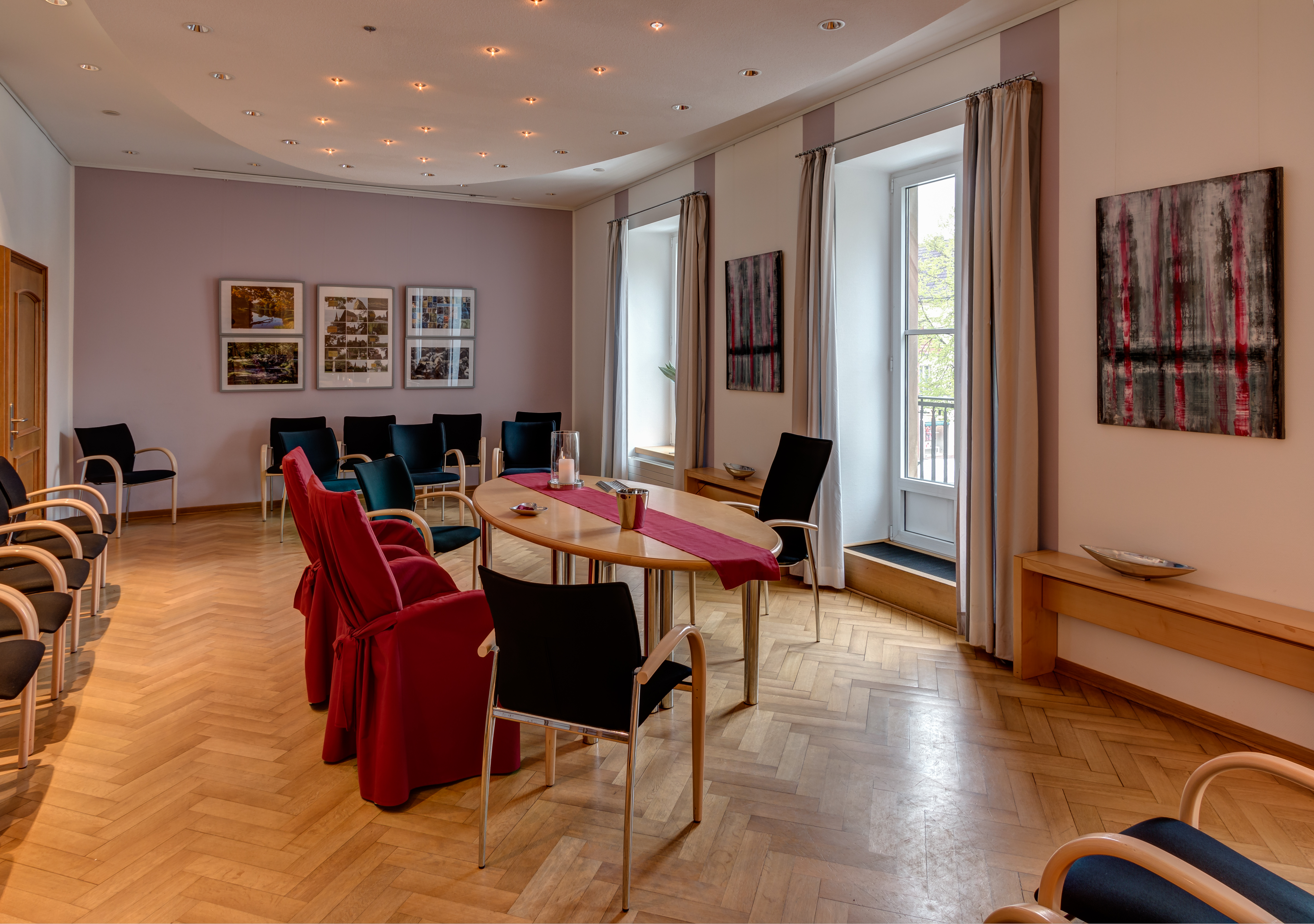
Trauzimmer im Rathaus

In der Liste werden nur Parteien und Wählergemeinschaften aufgeführt, die mindestens 1,95 Prozent der Stimmen bei der jeweiligen Wahl erhalten haben.
| Jahr   | CDU  | SPD  | Grüne1 | FDP   | Linke | UWG    |
| ------ | ---- | ---- | ------ | ----- | ----- | ------ |
| 219752 | 62,9 | 31,4 |        | 3,5   |       |        |
| 1979   | 63,3 | 32,8 |        | 3,9   |       |        |
| 1984   | 49,4 | 25,4 | 7,5    | 3,2   |       | 14,6   |
| 1989   | 47,2 | 31,2 | 5,4    | 04,96 |       | 11,3   |
| 1994   | 46,6 | 33,9 | 7,8    | 2,9   |       | 08,9   |
| 319993 | 57,5 | 26,5 | 3,5    | 3,0   |       | 004,17 |
| 420044 | 49,3 | 29,1 | 5,4    | 9,5   |       | 04,6   |
| 2009   | 45,2 | 30,6 | 6,5    | 9,7   | 2,8   | 05,1   |
| 2014   | 50,7 | 30,8 | 8,6    | 5,4   | 4,5   |        |
| 2020   | 50,2 | 23,1 | 16,0   | 7,2   | 3,5   |        |

Fußnoten
1 Grüne:
1984 und 1989: Grüne, 1994 und 1999: B’90/Grüne,
2004: GAL: 3,1 %, B’90/Grüne: 2,3 %,
2009: B’90/Grüne: 4,4 %, GAL: 2,1 %
2014: B’90/Grüne
2 1975: zusätzlich: DZP: 2,2 %

3 1999: zusätzlich: DMP: 4,20 %

4 2004: zusätzlich: ÖDP: 2,1 %

### Bürgermeister
Carsten Hövekamp (CDU) wurde 2020 mit 50,4 % der Stimmen zum Bürgermeister gewählt und löste Elisabeth Stremlau (SPD) ab, die nicht mehr antrat.

### Stellvertreter des Bürgermeisters
Seit 2020:
In der konstituierenden Stadtverordnetenversammlung vom 3. November 2020 wurden Annette Holtrup (CDU), Manuela Pross (CDU) und Detlev Rathke (B’90/Grüne) zu den Stellvertretern von Bürgermeister Carsten Hövekamp gewählt.
2009 bis 2020:
In der konstituierenden Stadtverordnetenversammlung vom 29. Oktober 2009 wurden Annette Holtrup (CDU), Hugo Ruthmann (SPD) Claus Joachimczak zu den Stellvertretern von Bürgermeisterin Elisabeth Stremlau gewählt. Die FDP stellte in der Wahlperiode 2009 bis 2014 das erste Mal in der Stadtgeschichte Dülmens einen stellvertretenden Bürgermeister. Im Jahre 2010 stellte Claus Joachimczak das Amt aufgrund eines Parteiwechsels zur Verfügung. Seine Nachfolgerin wurde Manuela Pross (CDU). Diese drei Vertreter blieben nach der Neuwahl durch die Stadtverordnetenversammlung 2014 unverändert.

### Bürgermeister seit 1945
|      | Bürgermeister         | Partei    | Stimmen | %    |
| ---- | --------------------- | --------- | ------- | ---- |
| 2020 | Carsten Hövekamp      | CDU       | 11.033  | 50,4 |
| 2015 | Elisabeth Stremlau    | Parteilos | 13.458  | 71,2 |
| 2009 | Elisabeth Stremlau    | SPD       | 12.359  | 55,3 |
| 2004 | Jan Dirk Püttmann     | CDU       | 11.182  | 50,9 |
| 1999 | Jan Dirk Püttmann     | CDU       | 13.270  | 63,9 |
| 1994 | Dorothea Hainke       | SPD       | *       |      |
| 1986 | Karl Ridder           | CDU       | *       |      |
| 1958 | Hans-Rudolf Schlieker | CDU       | *       |      |
| 1957 | Wilhelm Telohe        | Zentrum   | *       |      |
| 1953 | Josef Espeter         | CDU       | *       |      |
| 1949 | Wilhelm Telohe        | Zentrum   | *       |      |
| 1947 | Josef Espeter         | CDU       | *       |      |
| 1946 | Wilhelm Brücher       | SPD       | *       |      |
| 1945 | Karl Sicking          |           | *       |      |

Bis 1999 waren die Bürgermeister(innen) ehrenamtlich tätig und wurden durch die Stadtverordnetenversammlung gewählt.
Die ersten Bürgermeister waren 1328 Lambt von Hiddingsel und Gotfrid gent Traghe.

### Wappen, Banner, Flagge und Siegel
Der Stadt Dülmen ist zuletzt mit Urkunde des Regierungspräsidenten in Münster vom 19. Juli 1977 das Recht zur Führung eines Wappens, eines Siegels, eines Banners und einer Flagge verliehen worden.

Wappen
Banner
Hissflagge
Siegel
Wappen von 1939–1947
Wappen der ehem. Gemeinde Buldern
Wappen der ehem. Gemeinde Hiddingsel
Wappen der ehem. Gemeinde Kirchspiel Dülmen
Wappen der ehem. Gemeinde Merfeld
Wappen der ehem. Gemeinde Rorup
Wappen des ehem. Amtes Buldern
Wappen des ehem. Amtes Dülmen

Blasonierung: „In Gold (Gelb) ein blaues Kleeblattkreuz.“
Das Wappen kam Ende des 16. Jahrhunderts erstmals auf und wurde in Dülmen auf Kupfermünzen geprägt. In das städtische Siegel nahm man das Wappenbild dann Anfang des 18. Jahrhunderts auf. Wahrscheinlich entstammt das Kreuz dem Wappenschild des Stadtpatrons St. Viktor. Er ist auf einem Reitersiegel des Dülmener St.-Viktor-Stifts aus dem 14. Jahrhundert mit einem solchen Schild dargestellt. Während der NS-Diktatur nahm die Stadt am 25. April 1939 ein anderes Wappen an, welches das stilisierte Lüdinghauser Tor zeigte; bereits am 2. Dezember 1947 genehmigte der nordrhein-westfälische Innenminister das heutige Wappen erneut.
Banner: Das Banner ist von gelb zu blau im Verhältnis eins zu eins längsgestreift und zeigt in der oberen Hälfte der gelben Bahn das Kleeblattkreuz des Stadtwappens.
Hissflagge: Die Stadtflagge ist von gelb zu blau im Verhältnis eins zu eins längsgestreift (gemeint ist quergestreift) und zeigt auf der linken Seite (im Obereck) der gelben Bahn das Kleeblattkreuz des Stadtwappens.
Siegel: Das Dienstsiegel enthält das Stadtwappen und die Umschrift „Stadt Dülmen“.

### Städtepartnerschaften
Dülmen unterhält seit 1963 eine Städtepartnerschaft mit Charleville-Mézières (früher Mézières), der Hauptstadt des französischen Départements Ardennes. Seit 1990 besteht eine Städtefreundschaft mit der brandenburgischen Gemeinde Fehrbellin.

## Kultur und Sehenswürdigkeiten

### Bauwerke
- Haus Osthoff
- Jüdischer Friedhof
- Remise des 1945 zerstörten Schlosses, bis 2006 von der Musikschule genutzt, im Mai 2007 zugunsten eines Parkplatzes abgerissen

Von der alten Stadtbefestigung, zu der fünf Tore und mindestens vier Türme gehörten, stehen noch das Lüdinghauser Tor, welches das Wahrzeichen Dülmens ist, der Lorenkenturm und der Nonnenturm. Die anderen Tore (Münstertor, Burgtor, Neues Tor und Coesfelder Tor) spiegeln sich nur noch in den Namen einiger Gaststätten oder Straßen wider. Buddenturm und Tiberturm sind nicht erhalten.
Zu den älteren erhaltenen Bauwerken zählen ferner die nach Viktor von Xanten benannte älteste Dülmener Kirche St. Viktor, welche bereits im Jahr 780 gegründet wurde. Die zweite katholische Kirche Heilig-Kreuz wurde in den Jahren 1936 bis 1938 erbaut.
Weitere Bauwerke:

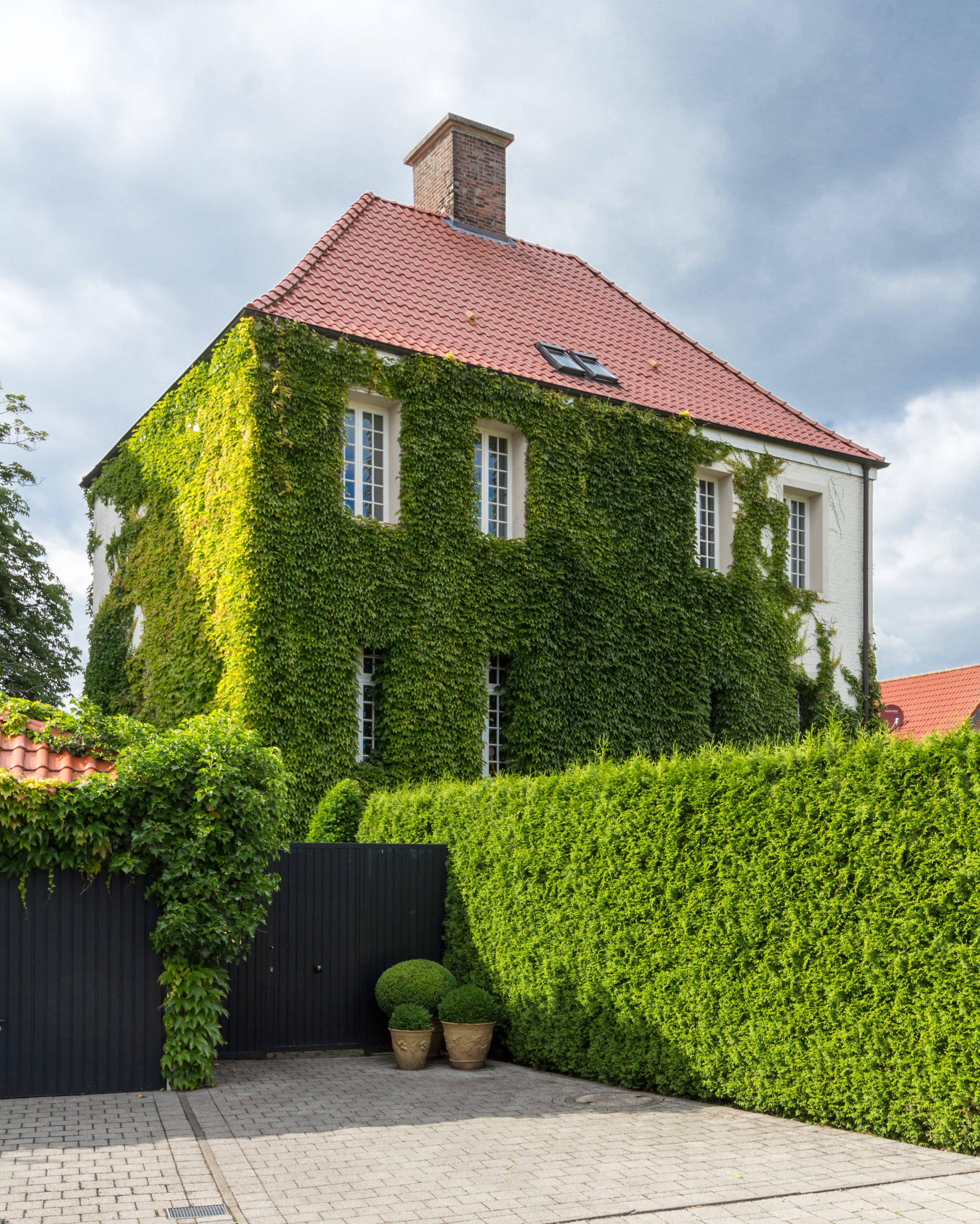
Haus Osthoff
- Emmerick-Gedenkstätte
- Die Spieker (in Buldern)
- Große Teichsmühle (bei Hausdülmen)
- Kreuzkapelle
- Kruppscher Schieß- und Versuchsplatz, Bodendenkmal (bei Dernekamp)
- Landwehr (bei Merfeld)
- Pfarrkirche St. Georg (in Hiddingsel)
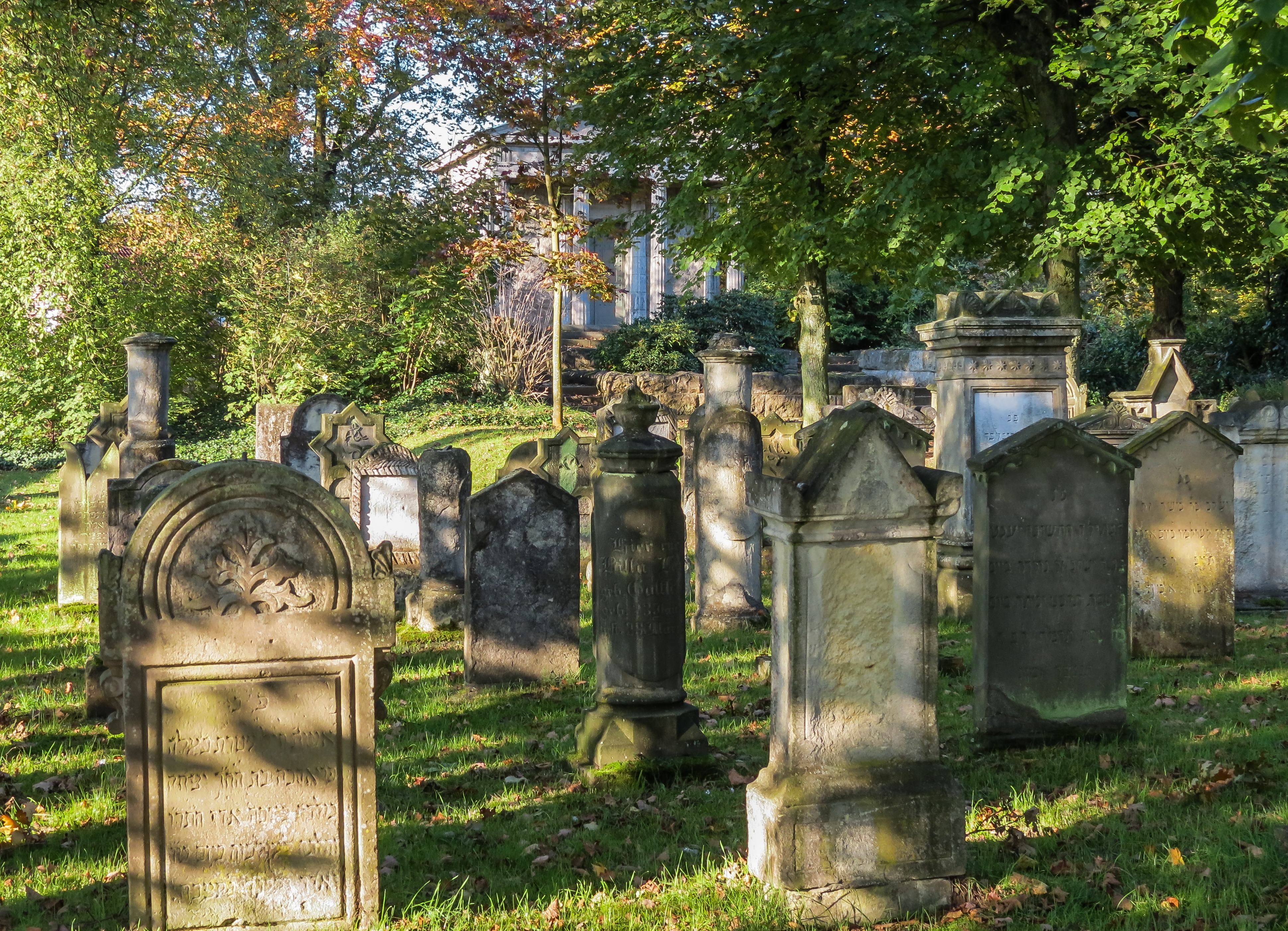
Jüdischer Friedhof Dülmen
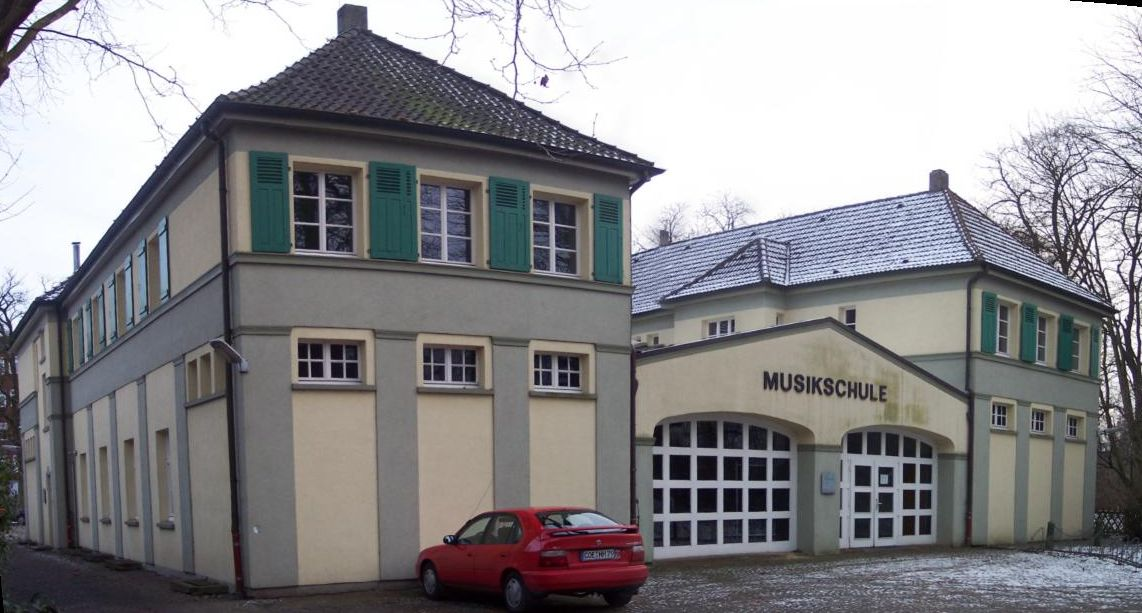
Remise des 1945 zerstörten Schlosses, bis 2006 von der Musikschule genutzt, im Mai 2007 zugunsten eines Parkplatzes abgerissen

### Archive
Das Stadtarchiv der Stadt Dülmen bewahrt vor allem schriftliche und audiovisuelle Zeugnisse der Zeit auf, die für die Geschichte der Stadt von Bedeutung sind. Im Bestand des Archivs sind beispielsweise Urkunden und Zeitungen, aber auch Fotos und Postkarten, die Dülmen zu unterschiedlichen Zeiten zeigen. Der Lesesaal steht auch interessierten Privatpersonen oder Schülergruppen offen. Das Stadtarchiv befindet sich im Souterrain der Hermann-Leeser-Schule.
Ein weiteres Archiv ist das Herzog von Croÿ’sche Archiv, welches sich im Gebäude der Herzog von Croÿ’schen Verwaltung befindet.

### Musik
Das Spektrum der Vereine und Gruppen, die Musik machen, reicht von Chören und Musikkapellen bis zu Rock- und Irish-Folk-Musik.
- Chöre
  - After Eights (A-Cappella-Chor der Musikschule)
  - Chorgemeinschaft Dülmen 1905 e. V.
  - Dülmener Sängerchor Loreley e. V.
  - Madrigalchor Dülmen e. V.
  - MGV Germania Buldern 1887 e. V.
  - MGV Sängerbund 1888 e. V. Dülmen
- Folk-, Pop- und Rockmusik
  - Aalsturm (Hardrockband)[27]
  - Do You Mind (Pop-Punk)
  - Black Button (Rockband)
  - Glengar – Irish-Folk Duo
  - Minutes to Midnight (Rockband)
  - Rockdiele Dülmen e. V.
  - Westcoast-Hannes
  - YAP! (Rock- und Popband)
  - Square Heads (Blues/Rock)[27]
  - Death by Exile (Death Metal)[27]
- Orchester, Kapellen
  - Golden Wings – Big Band der Musikschule Dülmen
  - Jugendblasorchester der Stadtkapelle Dülmen e. V.
  - Medium Big Band e. V.
  - Posaunenchor Dülmen
  - Quintencircel Dülmen
  - Stadtkapelle Dülmen e. V.
  - Blasmusik 09
- Spielmannzüge
  - Spielmannszug Buldern 1932 e. V.
  - Spielmannszug „In Treue fest“ Kolping Dülmen
  - Spielmannszug der Freiwilligen Feuerwehr Dülmen
  - Fanfarenzug 1978 Buldern e. V. (Deutscher Meister 2008, Deutscher Jugendmeister 2010)
- Sonstige
  - Jagdhornbläser Dülmen
  - Kantorei St. Joseph

### Parks
Der Dülmener Wildpark als der mit 250 Hektar größte Dülmener und auch überregional bekannte Park existiert seit 1860, dem Jahr des Landerwerbs, und hat seinen Ursprung im ehemaligen Gut Hinderkinck, welches seit 1341 existierte. Ursprünglich war das Gelände als Landsitz für den Herzog von Croÿ gedacht. 1864 wurde durch den Besitzer Alfred von Croÿ der englische Landschaftsarchitekt Edward Milner mit der Gestaltung beauftragt, der das 120 Hektar große Gelände mit Teich, Holzbrücke, Wiesen und Baumgruppen plante. Die Ausführung erfolgte durch den Gärtner Charles Barnard, der ebenso Einfluss auf die Gestaltung nahm. In den folgenden Jahren wurde der Park erweitert. Heute dient der Park der Naherholung und beherbergt verschiedene Wildtiere wie Rehe oder Damwild, die seit den 1920er Jahren im Park gehalten werden.
Der Wildpark ist über den so genannten, parallel entstandenen Vorpark mit dem ehemaligen Standort des Schlosses verbunden, von dem heute nur noch die alten Stallungen existieren. Der Grundstein zum Schloss wurde 1834 von Alfred von Croÿ gelegt. Zum Schloss gehörte der Schlossgarten, der 1861 zu einem Landschaftsgarten umgebaut wurde. Das Schloss wurde in den letzten Tagen des Zweiten Weltkriegs zerstört, wobei die Trasse der Halterner Straße die westliche Fassade des Schlosses schneidet. Der Garten stellt heute den Schlosspark dar, der Ruhe- und Spielmöglichkeiten bietet.
Weitere Parks sind der Bendixpark, der Hochzeitspark „An der Lehmkuhle“, der Park „An den Wiesen“ oder der Vorpark.

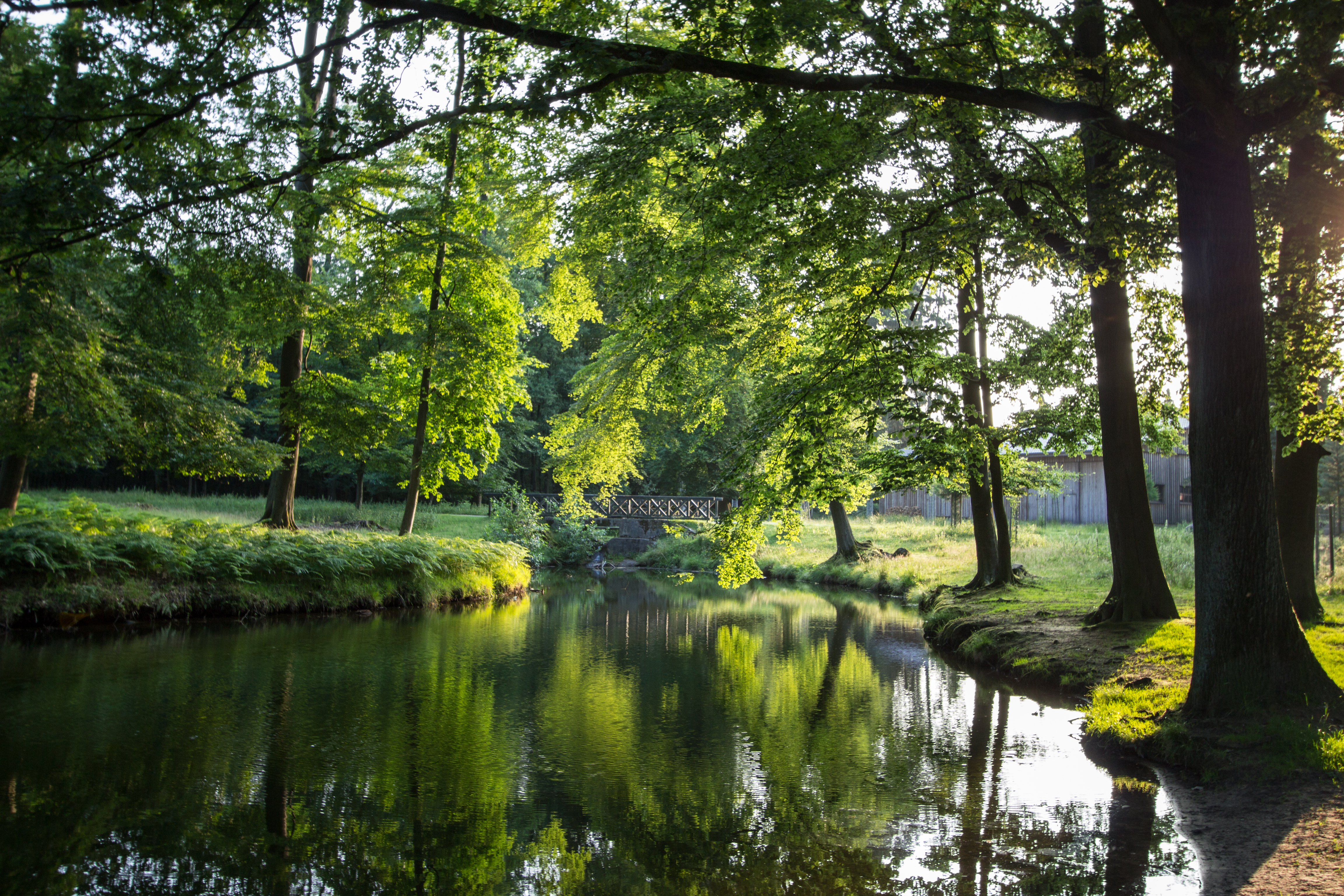
Wildpark
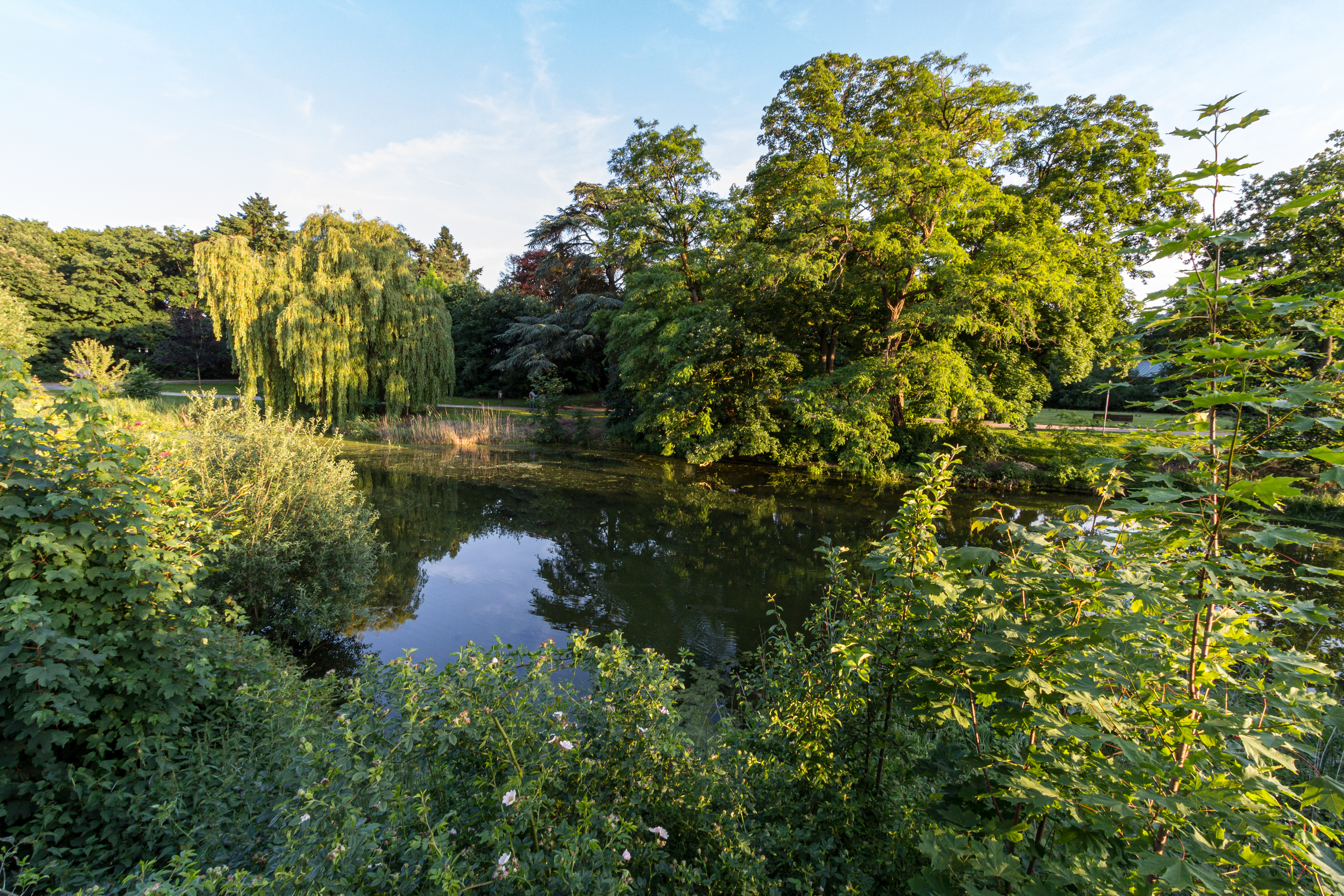
Schlosspark
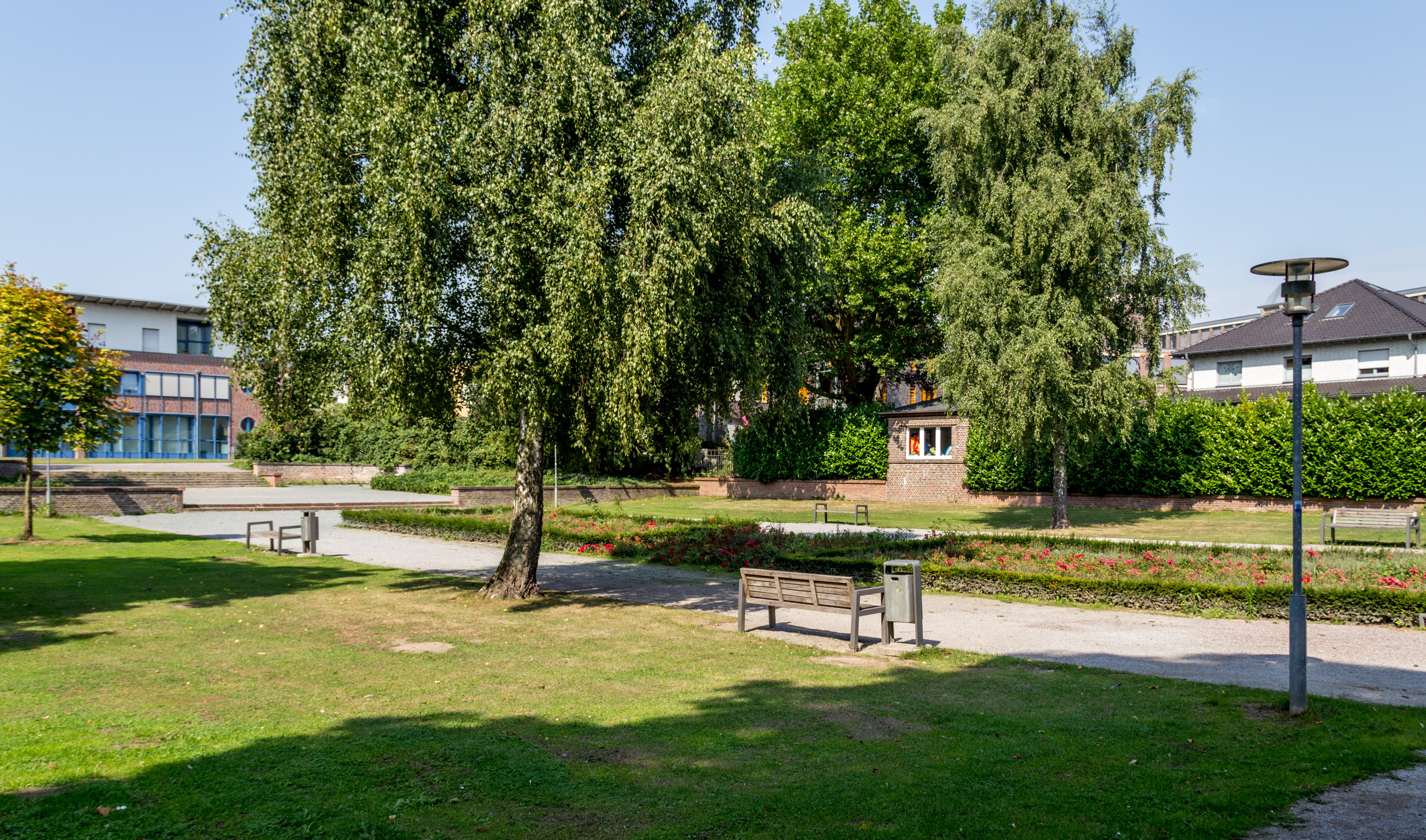
Bendixpark
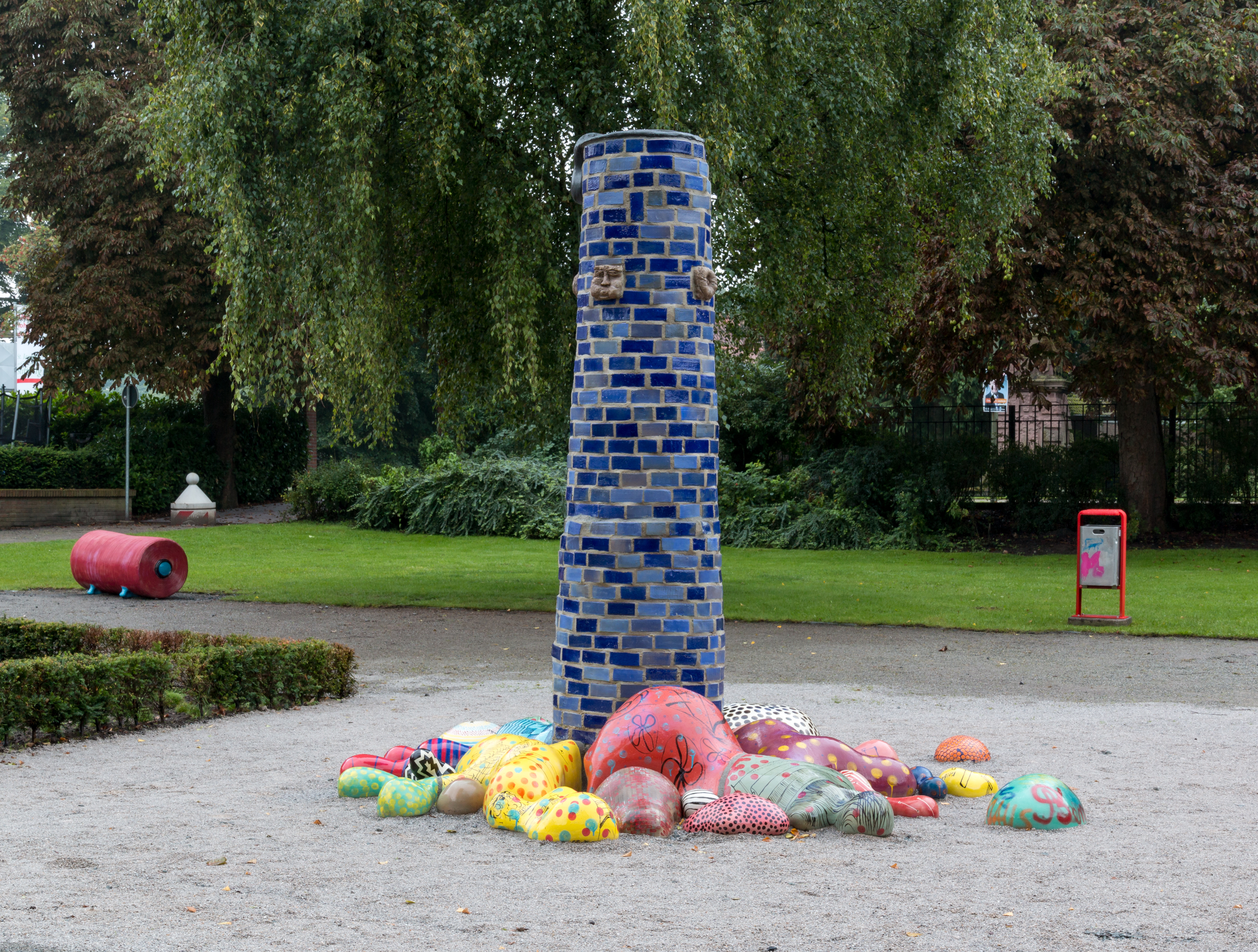
Skulpturen im Bendixpark
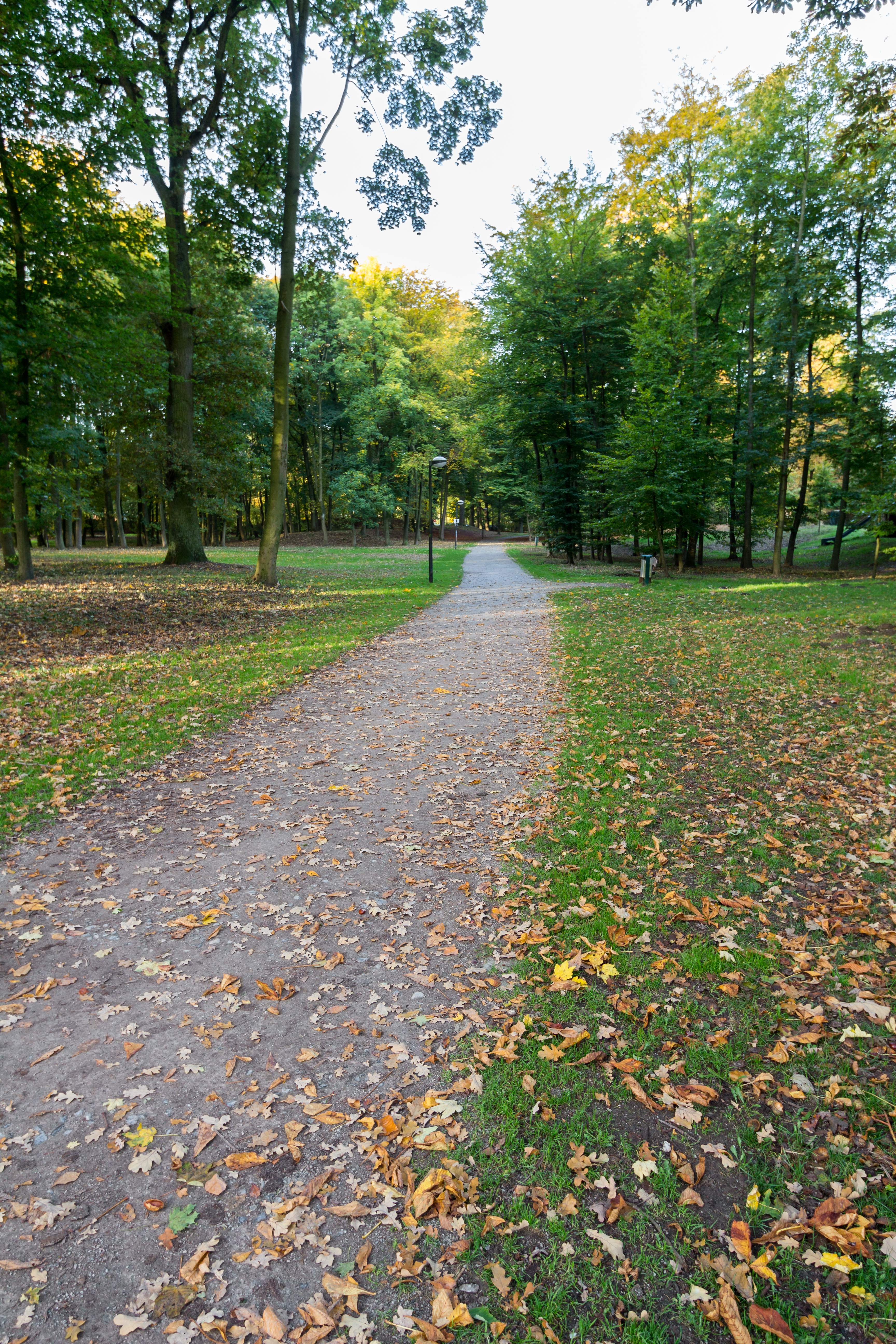
Vorpark

### Dülmener Wildpferd

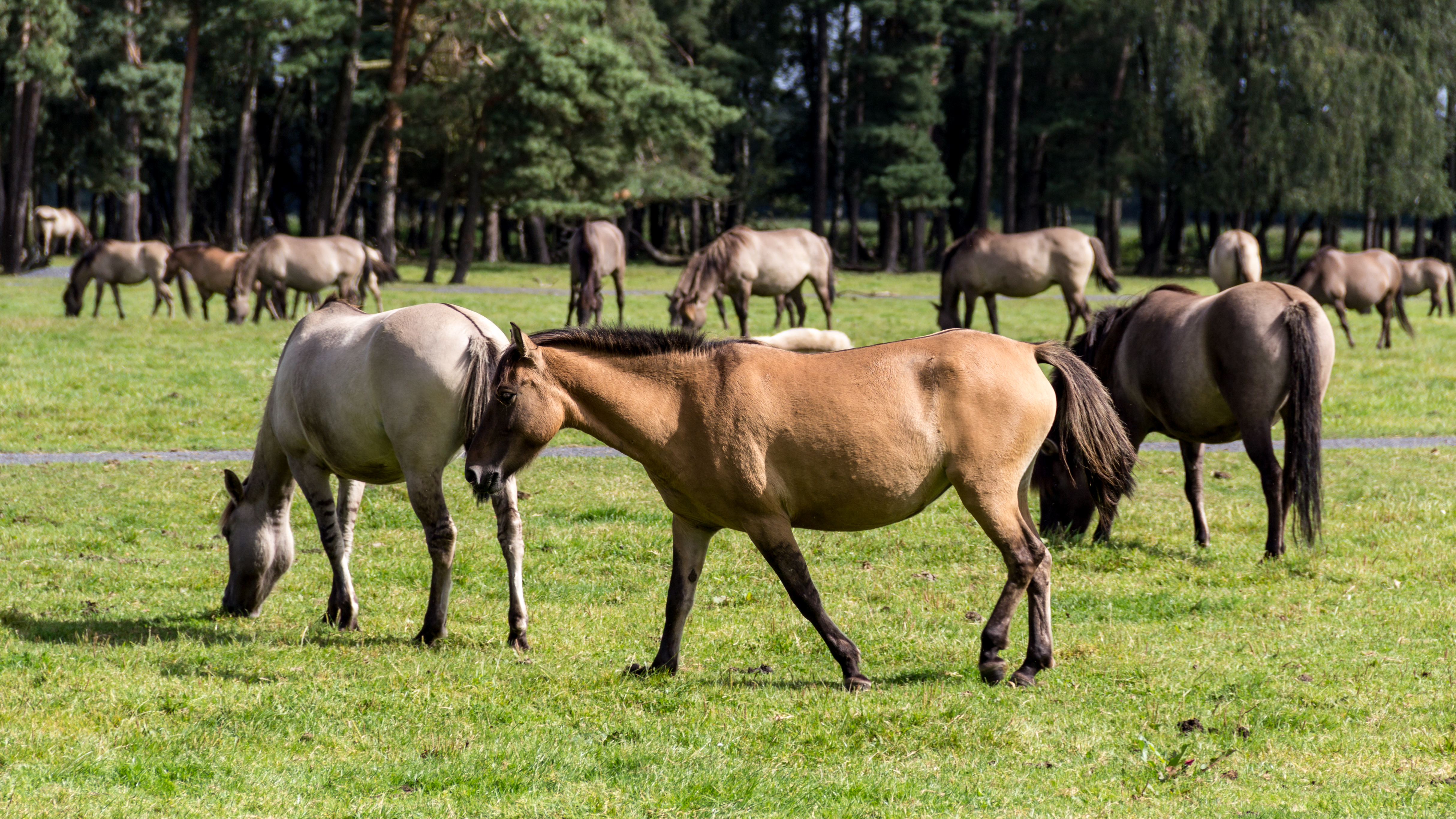
Wildpferde im Merfelder Bruch

Beim Dülmener Wildpferd handelt es sich um eine vom Emscherbrücher abstammende robuste Kleinpferderasse, die überwiegend in Dülmen im Merfelder Bruch, einem rund 350 ha großen Naturschutzgebiet, lebt. Dort gibt es ca. 400 Wildpferde. Auf der im Merfelder Bruch liegenden Wildpferdebahn werden jedes Jahr – traditionell am letzten Samstag im Mai – beim Wildpferdefang die einjährigen Hengste aus der Herde gefangen.

### Kirchen

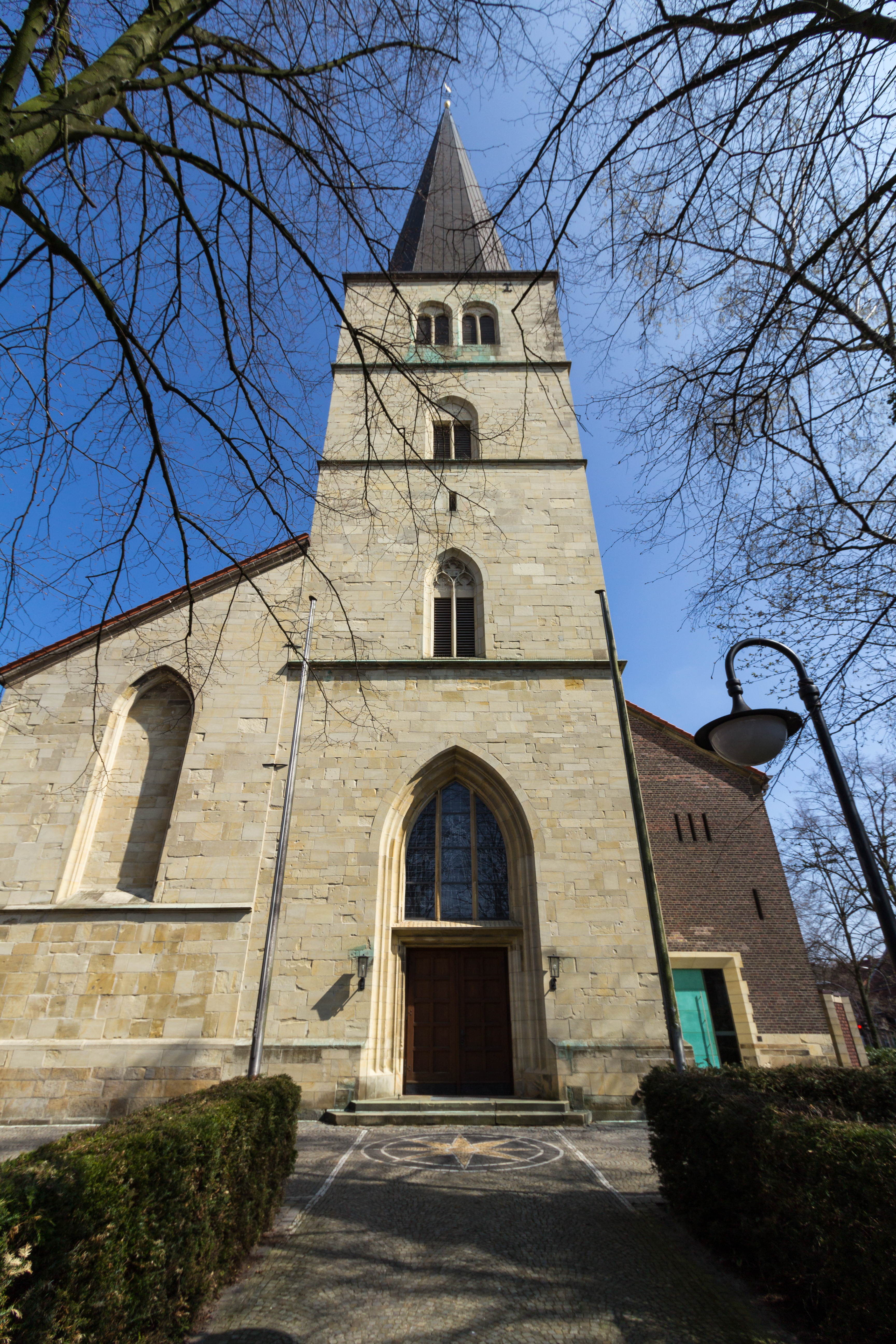
St.-Viktor-Kirche
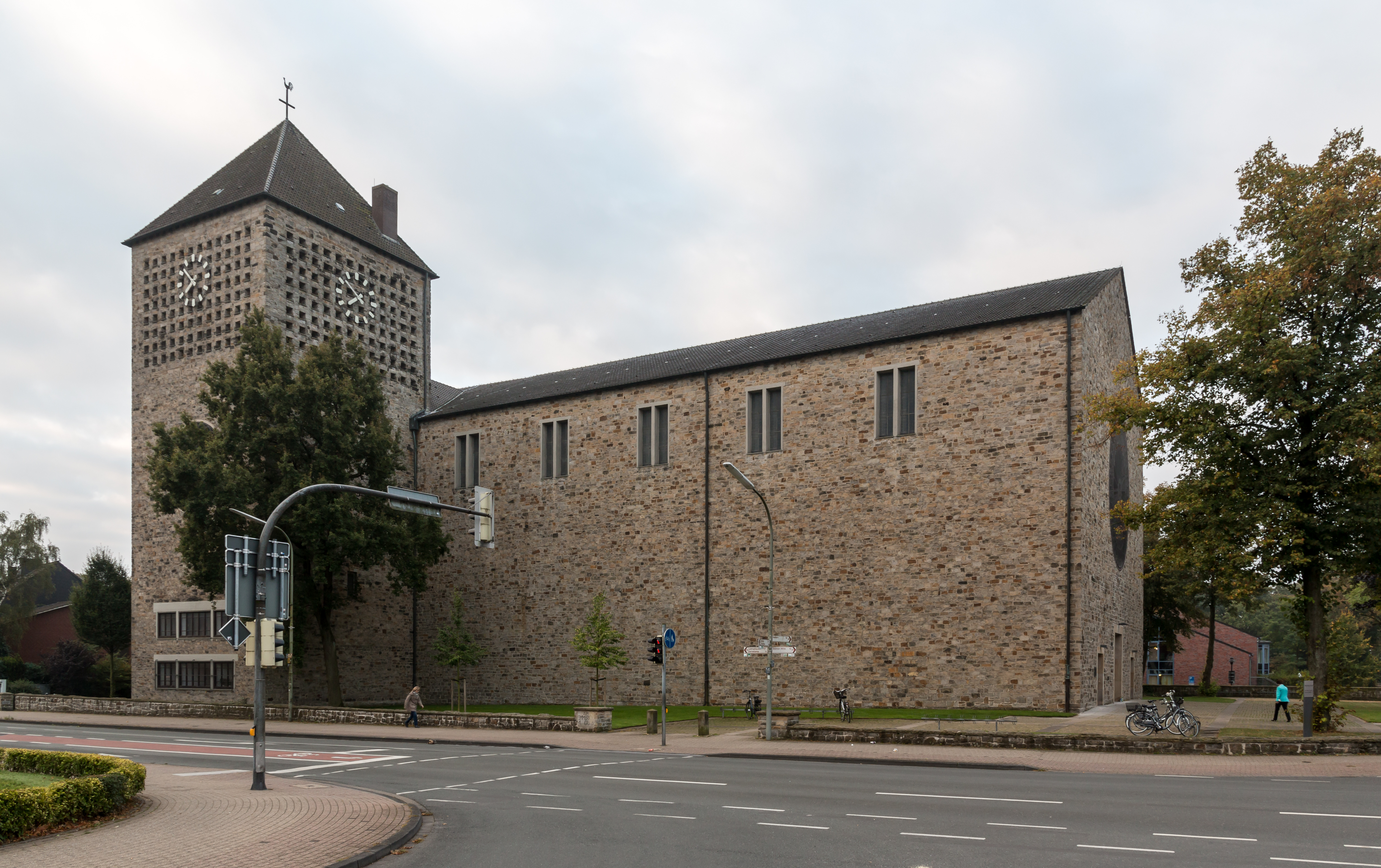
Heilig-Kreuz-Kirche

Von zentraler Bedeutung ist die katholische St.-Viktor-Kirche, die als älteste Kirche in der Innenstadt Dülmens liegt.
Weitere Kirchen:
- Evangelisch:
  - Christus-Kirche
- Freikirche:
  - Gemeindehaus der Evangelischen Freikirche Dülmen e. V.
- Katholisch:
  - St. Joseph
  - Heilig Kreuz
  - St. Maria Königin (wird nicht mehr als Kirche genutzt)
  - St. Pankratius (Buldern)
  - St. Mauritius (Hausdülmen)
  - St. Georg (Hiddingsel)
  - St. Jakobus (Kirchspiel, Karthaus)
  - St. Antonius (Merfeld)
  - St. Agatha (Rorup)

### Kapellen

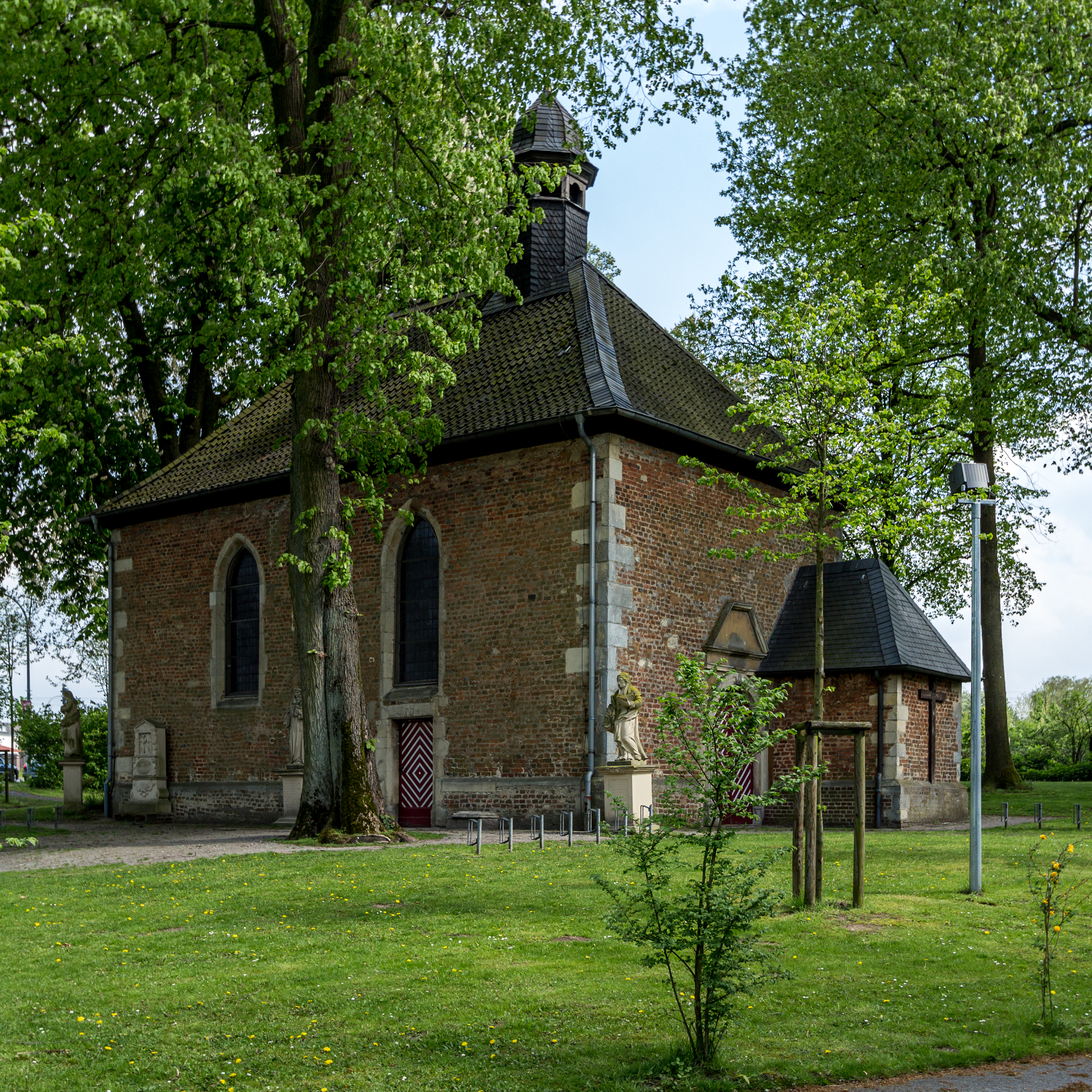
Kreuzkapelle an der Lüdinghauser Straße

Katholische Kapellen sind:
- Kreuzkapelle an der Lüdinghauser Straße
- Marienkapelle (Kirchspiel, Visbeck) neben dem Haus Visbeck
- Kapelle St. Michael (Kirchspiel, Rödder)
- Kapelle St. Johannes Nepomuk (Hiddingsel)

Zudem befinden sich am Haus Merfeld noch eine Kapelle sowie eine Reihe kleinerer Kapellen und Betstationen rund um Dülmen.

### Weitere Sakralbauten
In Dülmen befinden sich Versammlungsräume der neuapostolischen Kirche und der Zeugen Jehovas.

### Naturschutzgebiete

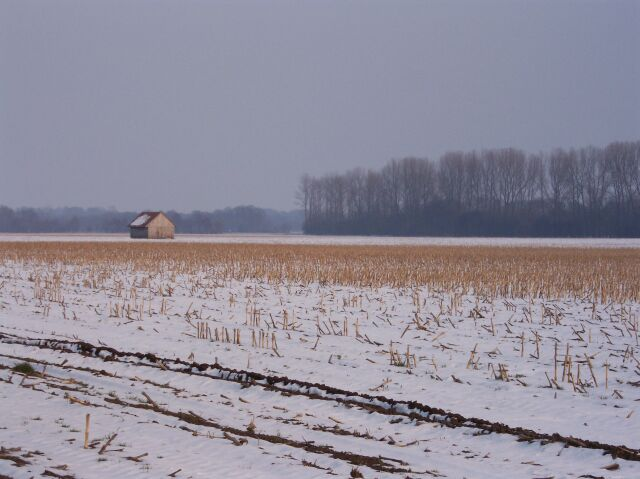
Landschaft im Merfelder Bruch

Im Merfelder Bruch, einem weitläufigen Wald-, Moor- und Heidegebiet findet sich eine Herde von freilebenden Wildpferden.
Nahe Dülmen befinden sich zudem die Naturschutzgebiete „Am Enteborn“, „Heubachwiesen“, „Welter Bach“, „Borkenberge“ und „Teiche in der Heubachniederung“.

### Freizeit

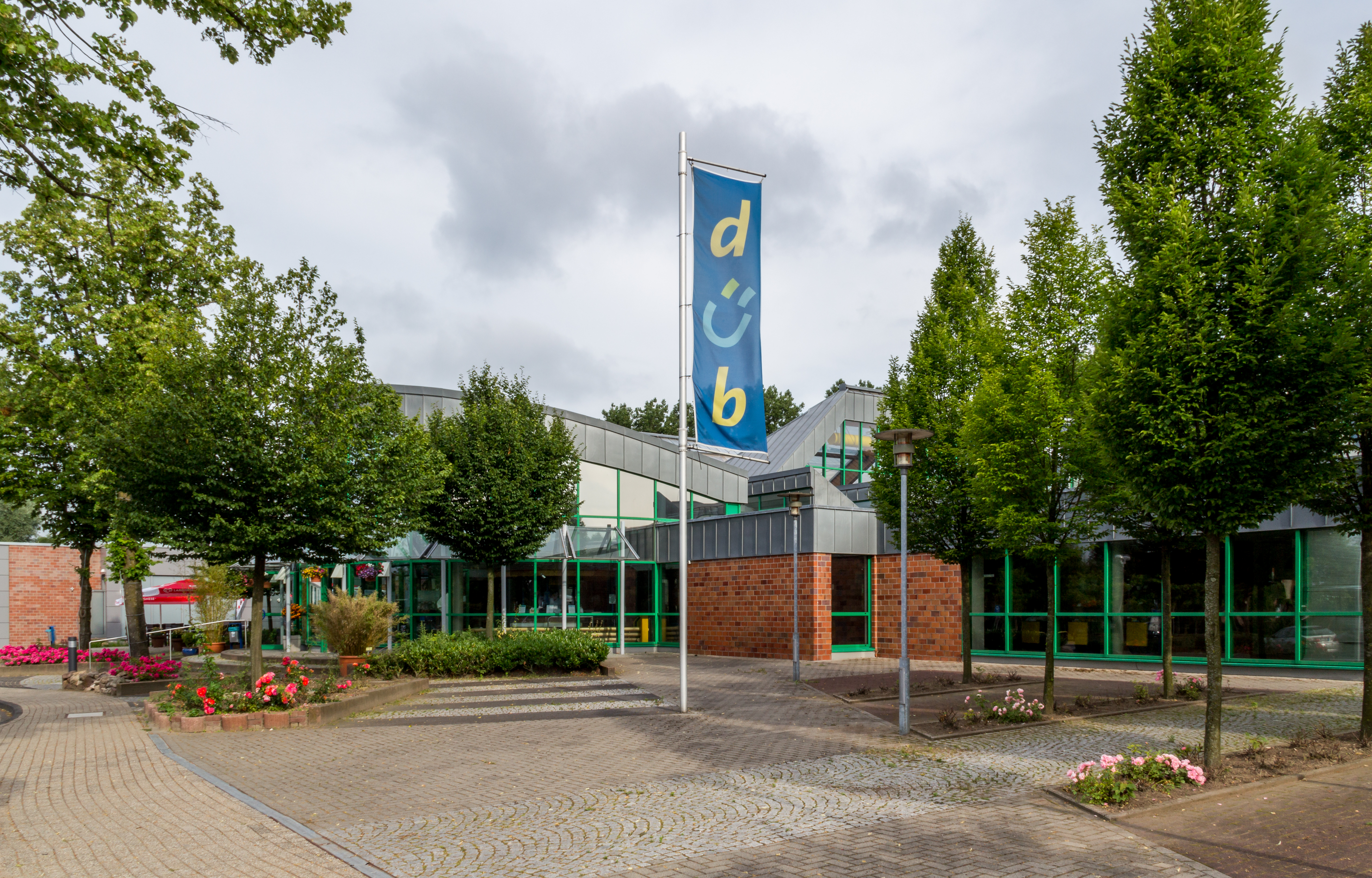
Freizeitbad „düb“
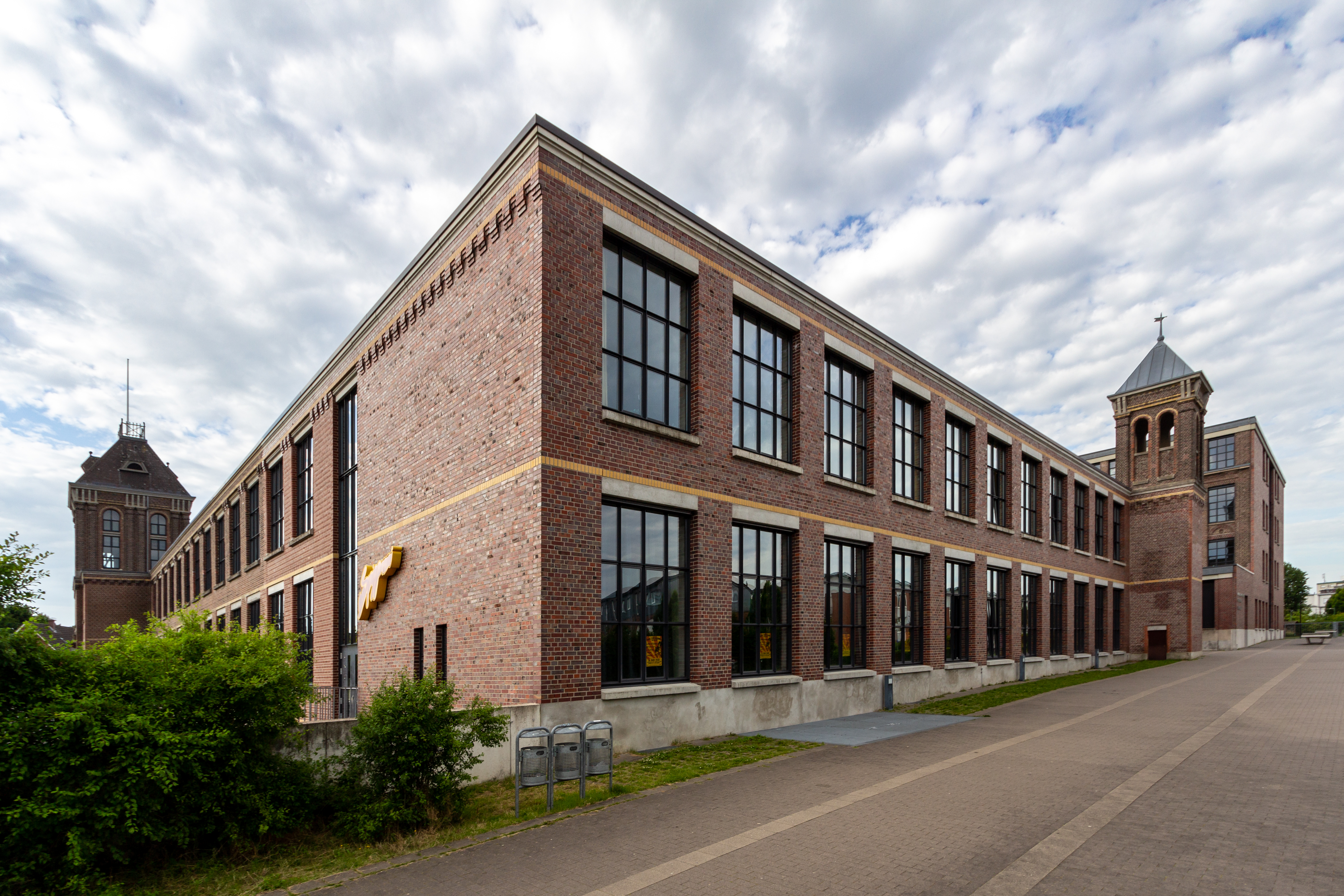
Jugendzentrum „Neue Spinnerei“

Die Neue Spinnerei auf dem ehemaligen Fabrikgelände der Firma Paul Bendix bietet kreative und kulturelle Angebote. Sie ist das Jugendzentrum der Stadt.
Dülmen verfügt über ein Freizeitbad. Zudem liegen südlich von Dülmen, benachbart zum Ortsteil Hausdülmen, der Dülmener See und der Halterner Silbersee II, die Bademöglichkeiten bieten.
Rund um Dülmen befinden sich viele Radwege.

### Regelmäßige Veranstaltungen
Besondere Bedeutung hat der Wildpferdefang. Alljährlich am letzten Wochenende im Mai werden aus der Herde „Dülmener Wildpferde“ die einjährigen Hengste herausgefangen und versteigert bzw. verkauft.
Dem „Dülmener Sommer“ mit seinen verschiedenen musikalischen Veranstaltungen und dem Straßentheater kommen ebenso weit reichende Bedeutung zu.
Weitere Veranstaltungen:
- Bürgerfest (3. Oktober)
- Dreifaltigkeitskirmes (nach Pfingsten)
- Dülmen à la carte
- Dülmener Winter (mit Eisbahn)
- Dülmener Kneipenfestival
- Frühlingsmarkt (4. Sonntag im März)
- Kartoffelmarkt (2. Sonntag im September)
- Last Chance To Dance - Open-Air-Festival mit überregional bekannten Bands.
- Viktor-Kirmes (Herbst)
- Viktormarkt (jeden ersten Samstag in den Monaten März, Mai, Juli und September)
- Volksradwandertag (letzter Sonntag im April)
- Pferdinand will fliegen (Wochenende 2. Advent) - traditionelles Weihnachtsstück für die ganze Familie

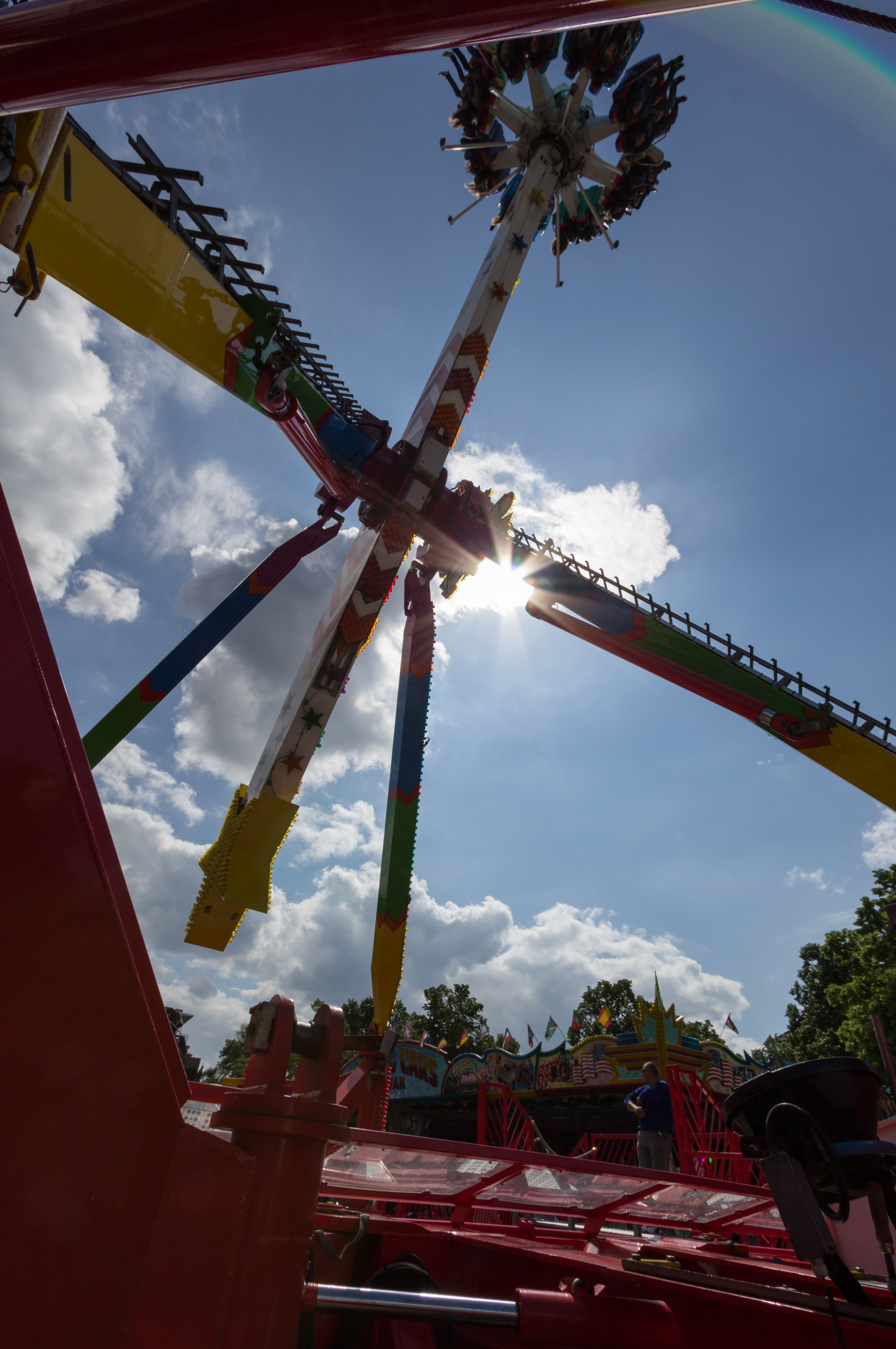
Dreifaltigkeitskirmes
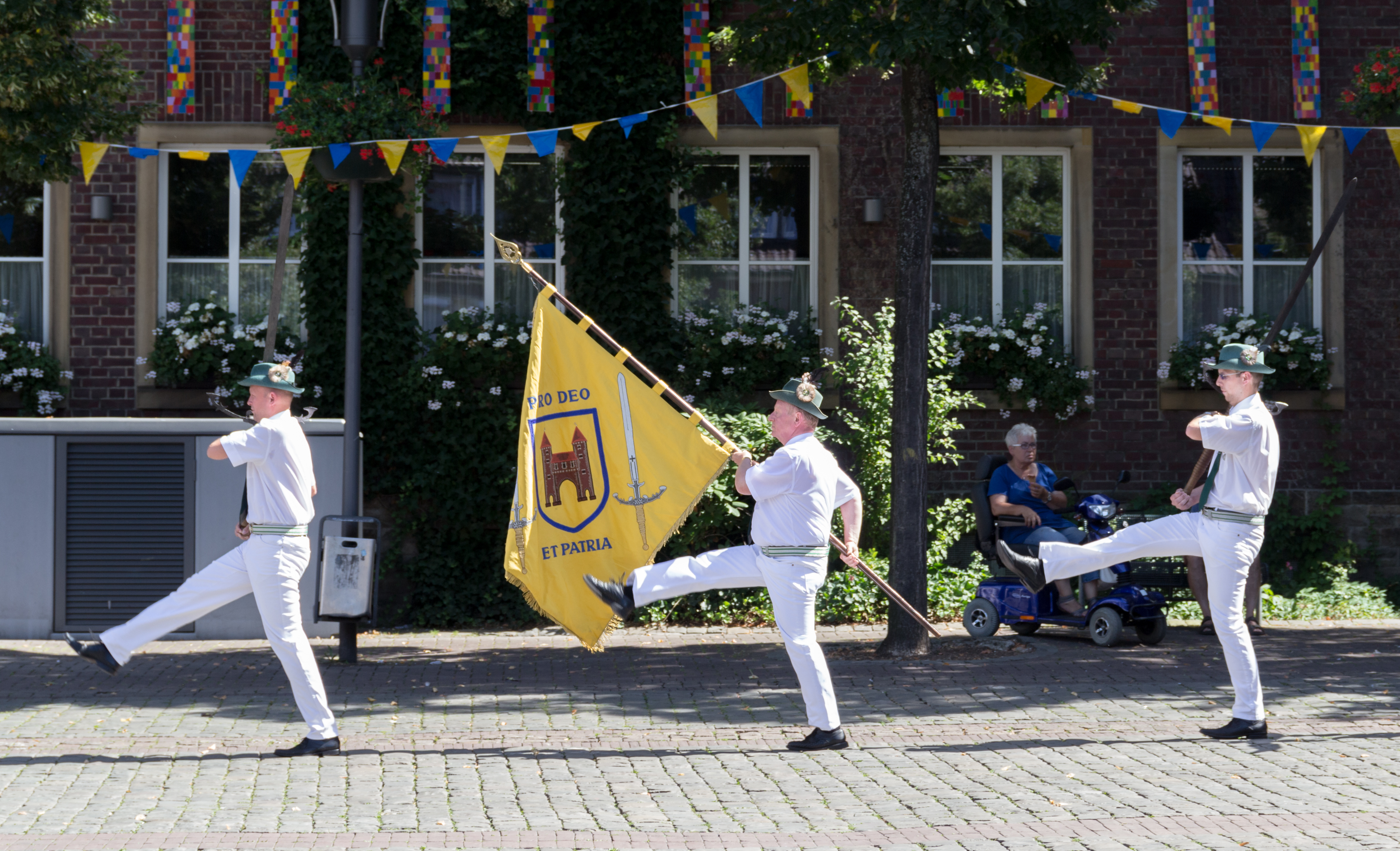
Schützenfest der „Bürgerschützen“
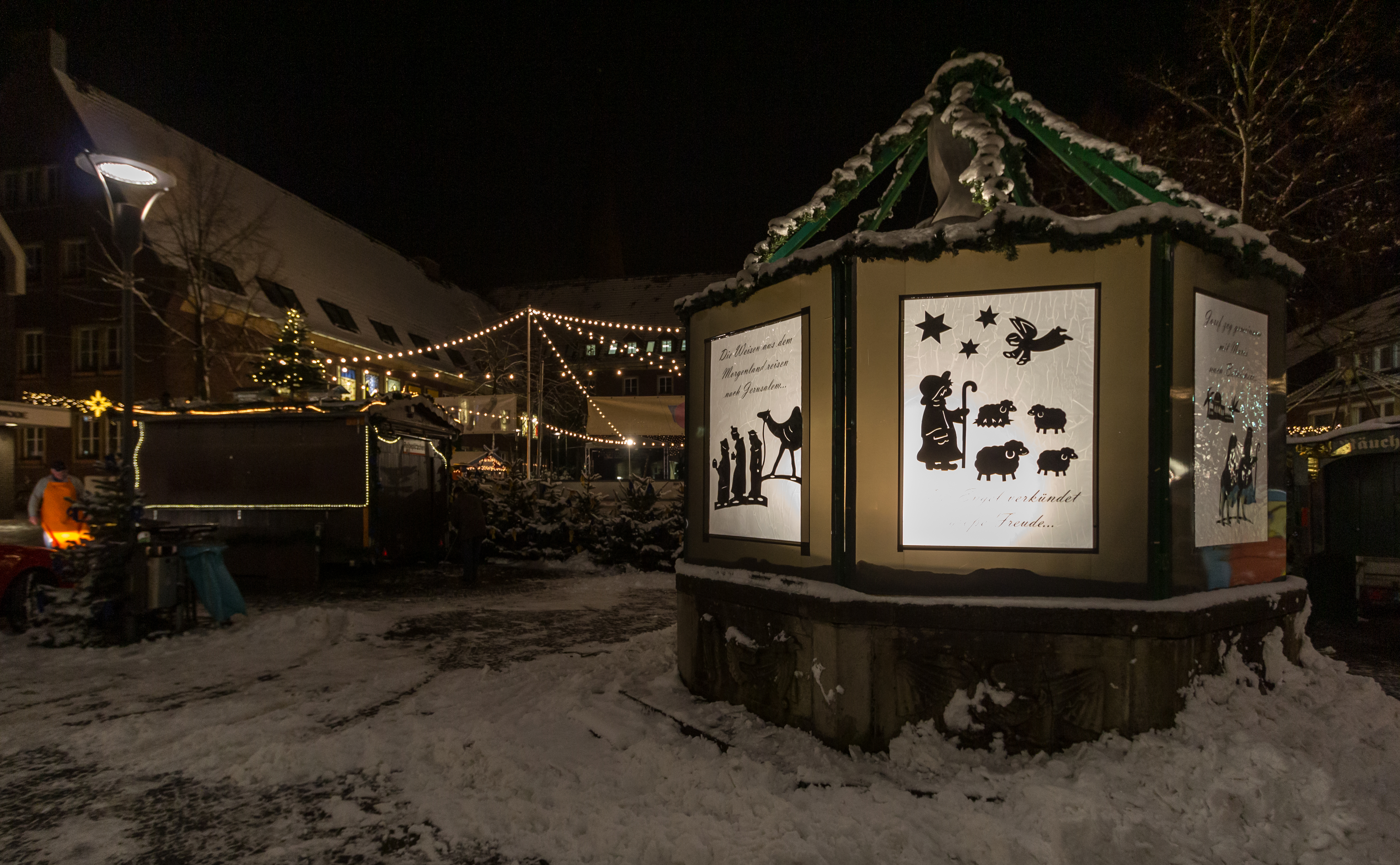
Weihnachtsmarkt (Dülmener Winter)
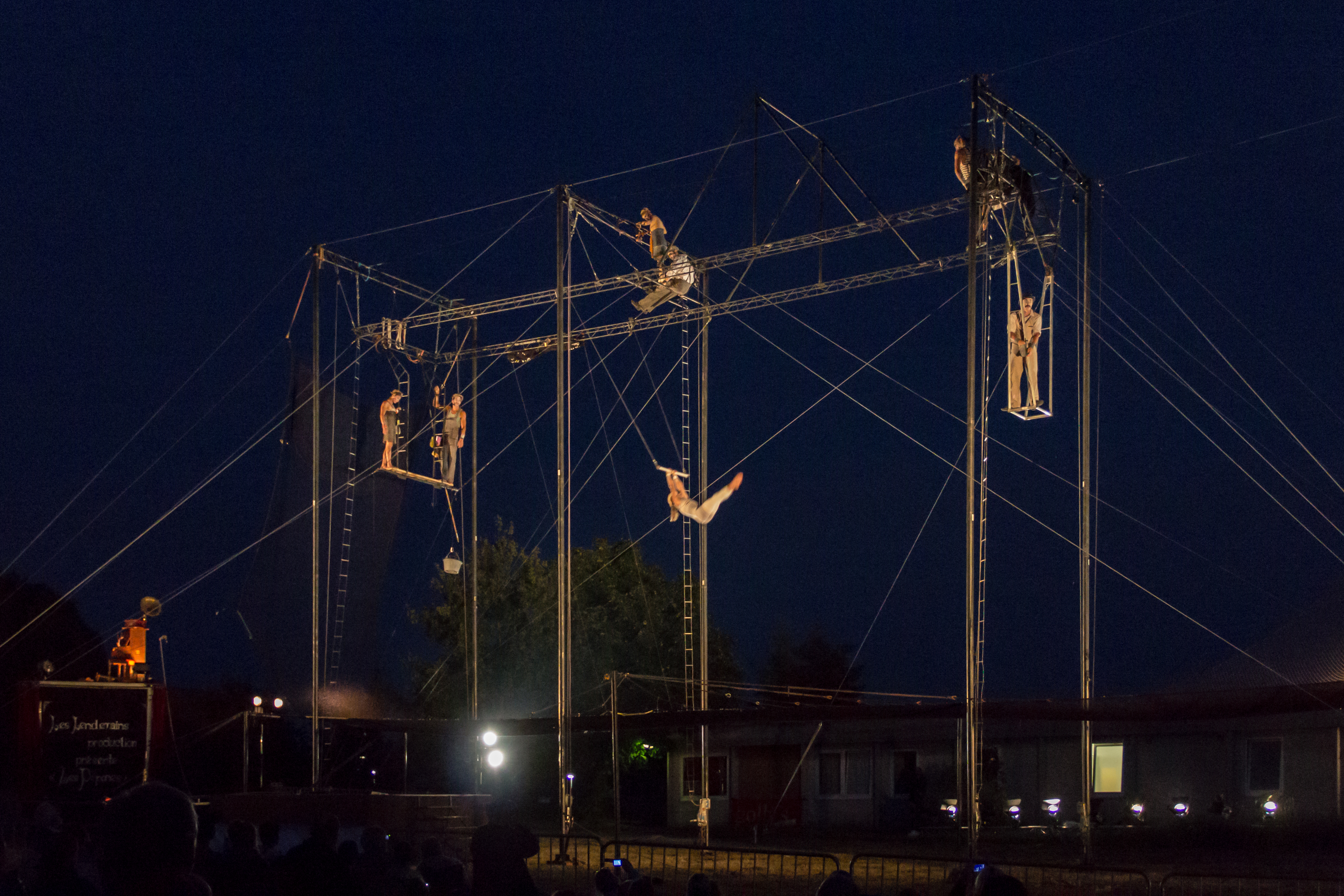
Straßentheater (Dülmener Sommer)
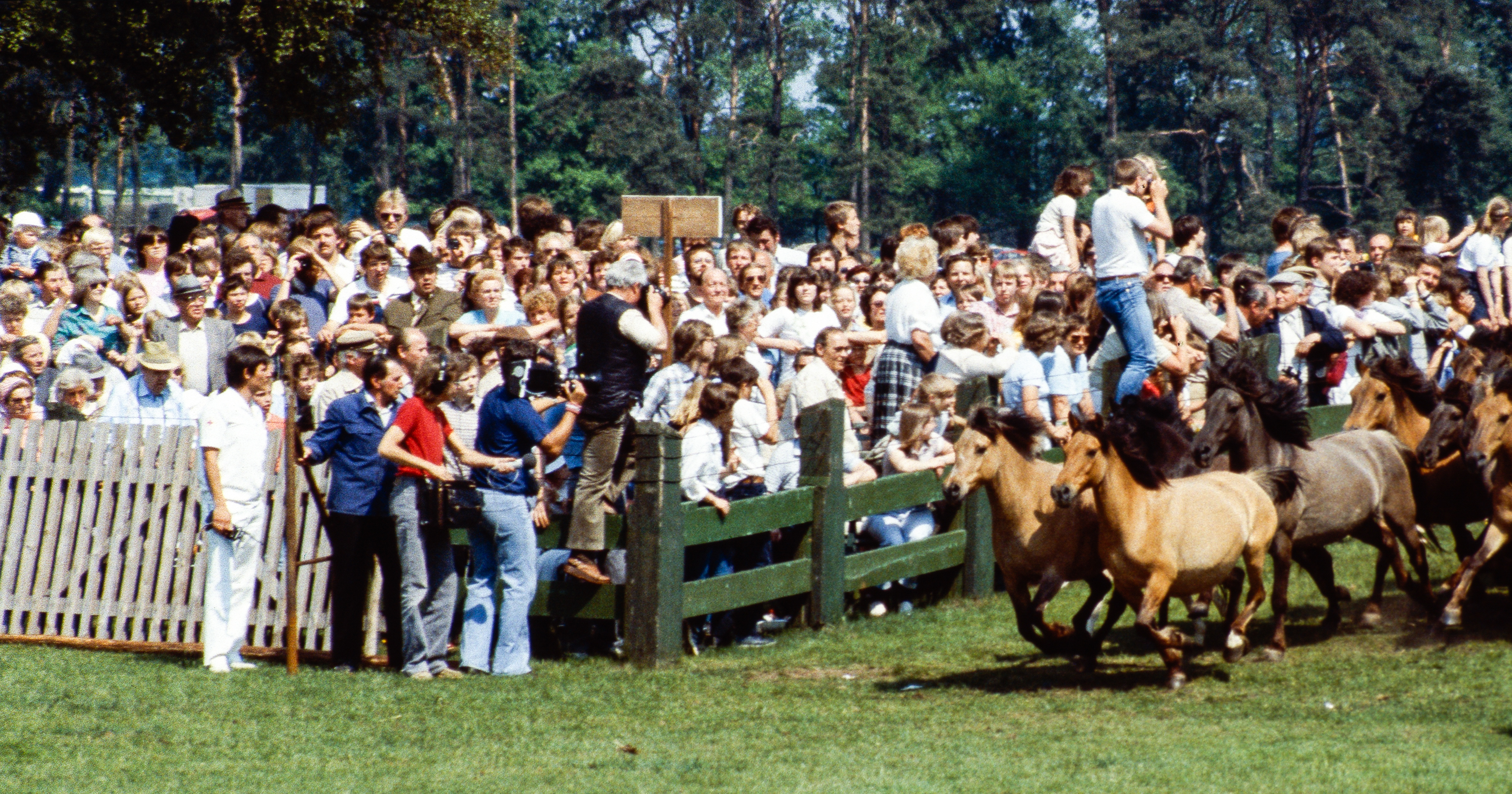
Wildpferdefang 1982

#### Sportveranstaltungen
Jedes Jahr am zweiten Januarwochenende richtet die Fußballjugendabteilung des Sportvereins DJK Adler Buldern 1919 e. V. das Hallenfußballturnier um den „Adler-Cup“ aus. Als bestes U17-Eintagesturnier in Deutschland genießt das Turnier, an dem neben der Stadtauswahl Dülmen ausschließlich Nachwuchsmannschaften deutscher Bundesligavereine teilnehmen, weit über die Grenzen Dülmens hinaus einen hohen Bekanntheitsgrad.
Darüber hinaus gibt es eine Reihe weiterer sportlicher Veranstaltungen mit teils überregionaler Bedeutung. Hier sind zum Beispiel der von den Otternasen Merfeld e. V. organisierte „Otternasen-Cup“ mit Hobbyfußballmannschaften zu Gunsten bedürftiger Menschen und der „Nikolauslauf“ des TSG Dülmen e. V. zu nennen, dessen Erlös ebenso einem guten Zweck zugeführt wird.

## Infrastruktur und Wirtschaft

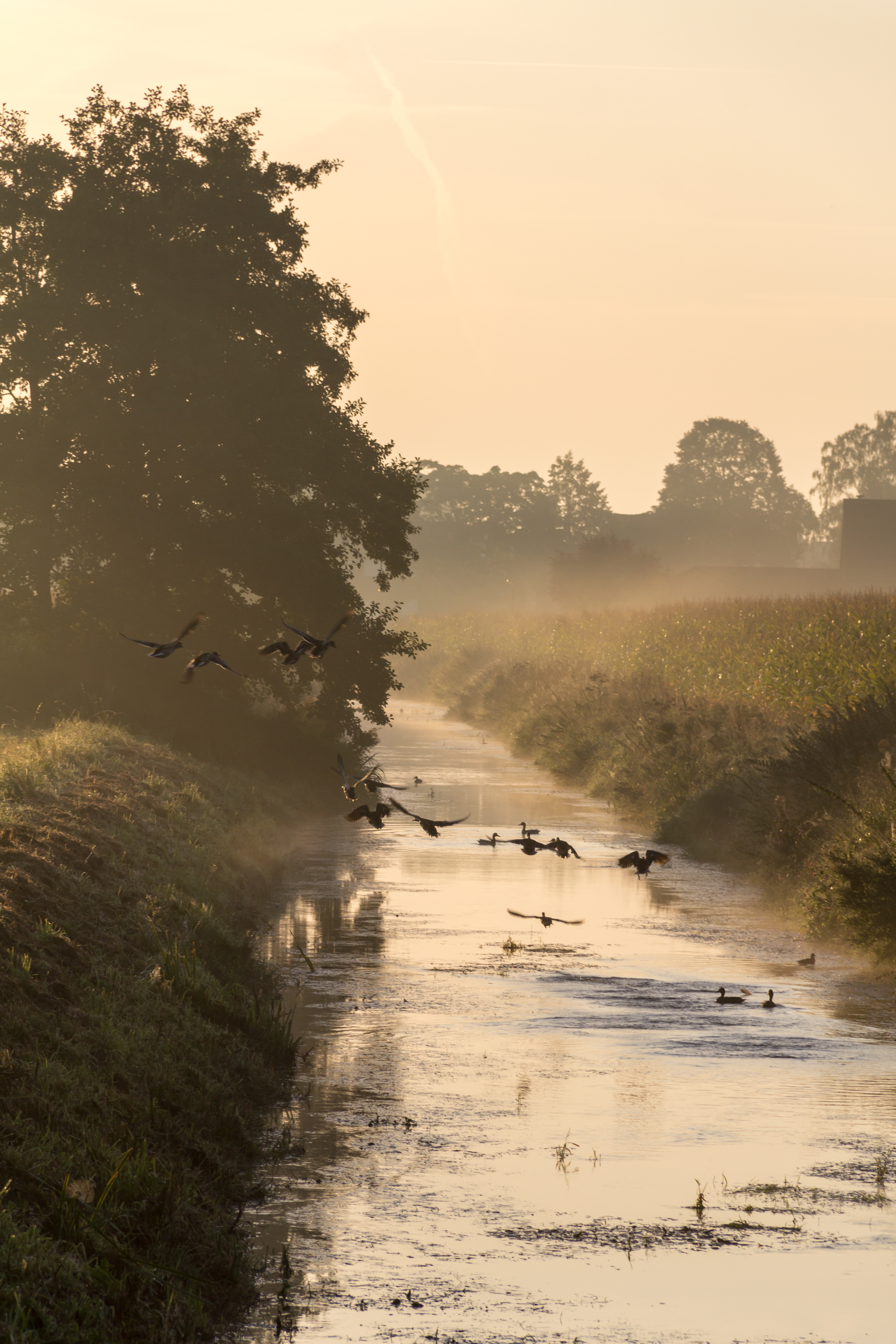
Entwässerungsgraben (Kettbach) während des Sonnenaufgangs im Morgennebel

### Verkehr

#### Geschichte

##### Straßen
An das Straßennetz wurde Dülmen 1828 mit der ersten Chaussee angebunden. Diese folgte als Kaiserstraße N3 im Grunde dem heutigen Verlauf der L551.

##### Schienenverkehr
Durch das Aufeinandertreffen zweier Linien konkurrierender Eisenbahngesellschaften, der Köln-Mindener Eisenbahn-Gesellschaft (Hamburg-Venloer Bahn) und der Dortmund-Gronau-Enscheder Eisenbahn-Gesellschaft, in der Zeit um 1870 bzw. 1875 entwickelten sich zunächst zwei getrennte Bahnhöfe, obwohl bereits bei der Planung der Bahnstrecke Dortmund–Gronau ein gemeinsamer Bahnhof gefordert und auch zur Auflage gemacht wurde. Aus eher pragmatischen Gründen wurde darauf vorerst verzichtet. Nachdem mehrere Anläufe ein gemeinsames Empfangsgebäude zu bauen gescheitert waren, wurde in den 1950er Jahren erst der Bahnhof „Dülmen Ost“ mit provisorischen Gebäuden der einzige Bahnhof „Dülmen“. Erst 1964 erhielt Dülmen ein gemeinsames Empfangsgebäude an zentraler Stelle für beide Strecken. Der Bahnhof ist seither einer der wenigen Turmbahnhöfe Deutschlands. Der Gleisausbau erfolgte zunächst sehr intensiv – auch mit Gleisanschlüssen für ortsansässige Firmen –, verlor aber mit dem aufkommenden Individualverkehr in den 1950er Jahren an Bedeutung.
Toller Bomberg
Der Ortsteil Buldern besitzt einen eigenen Bahnhof, den er der Legende nach dem Tollen Bomberg verdankt. Er soll auf der Bahnstrecke zwischen Münster und Dülmen immer in Höhe von Buldern die Notbremse gezogen haben. Das daraufhin fällige Strafgeld entrichtete er gerne, konnte er doch anschließend zu Fuß zu seinem Wohnsitz Schloss Buldern gehen. Die Bahnverwaltung hatte schließlich ein Einsehen und errichtete „den kleinsten Bahnhof des Münsterlands“.

#### Verkehrsverbund
Für den Öffentlichen Personennahverkehr gilt der Westfalentarif. Zum 1. April 2022 wird ein Tarifkragen des Verkehrsverbundes Rhein-Ruhr eingeführt. Für verbundraumüberschreitende Fahrten zwischen Tarifgebieten des VRR und dem Stadtgebiet Dülmen gilt fortan der VRR-Tarif. Darüber hinaus gilt landesweit der NRW-Tarif.

#### Schienenverkehr
Der Bahnhof Dülmen liegt an der zweigleisigen, elektrifizierten Bahnstrecke Wanne-Eickel–Hamburg. Hier fahren Fernverkehr (der Dülmen ohne Halt passiert), Schienenpersonennahverkehr und Güterverkehr.
Die Strecke wird täglich im Stundentakt durch DB Regio NRW mit den Linien:
- Rhein-Haard-Express (RE 2) von Düsseldorf über Duisburg–Essen–Gelsenkirchen–Recklinghausen-Münster-Osnabrück sowie – etwa 30 Minuten versetzt –
- Niers-Haard-Express (RE 42) von Mönchengladbach über Krefeld–Duisburg–Essen–Gelsenkirchen–Recklinghausen nach Münster bedient.

Außerdem liegt der Turmbahnhof Dülmen an der eingleisigen, nicht elektrifizierten angepasst nach Verschiebung, auf der täglich und stündlich die RB 51 zwischen Dortmund und Enschede verkehrt. Durchgeführt wird der Verkehr ebenfalls von DB Regio NRW.

#### Straßen

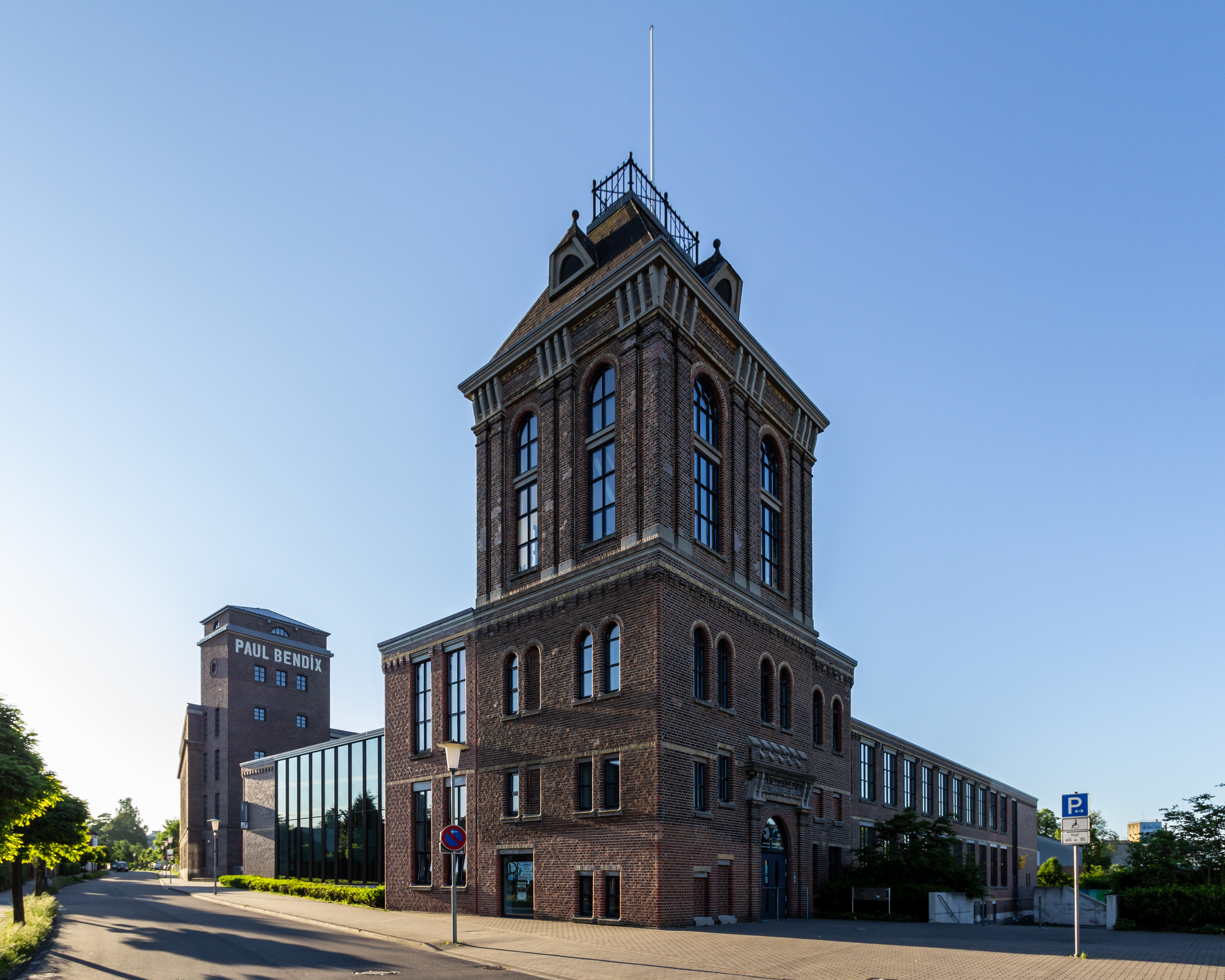
Reste der Textilindustrie: Werk von Paul Bendix in Dülmen (heute: Annette-von-Droste-Hülshoff-Gymnasium)

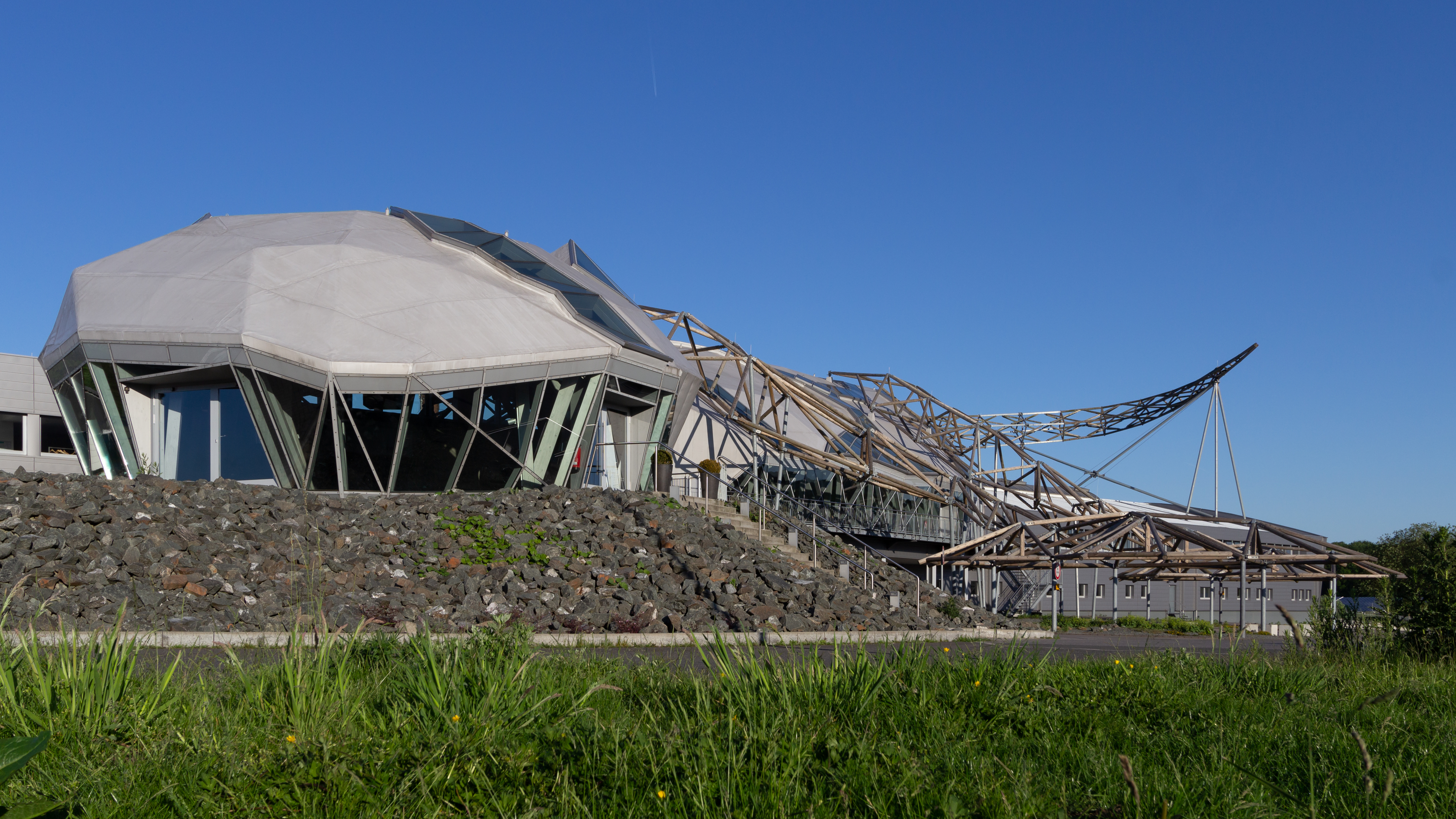
Wiesmann Produktions- und Präsentationsgebäude in Gecko-Form

- Bundesautobahn 43 Münster – Wuppertal
- Bundesstraße 474 bzw. Bundesstraße 474n, u. a. als Zubringer zur A 43

#### Wasserstraßen
Im Ortsteil Hiddingsel berührt der Dortmund-Ems-Kanal das Dülmener Stadtgebiet.

### Ansässige Unternehmen (Auszug)
- Anna-Katharinenstift Karthaus
- Kleihues + Kleihues
- Sparkasse Westmünsterland
- Klinik am Schlossgarten, Fachkrankenhaus für Psychiatrie und Psychotherapie
- Wiesmann-Auto-Sport
- Yara (Mineraldünger, Zentrale Deutschland/Nordeuropa)

### Medien

#### Druckwerke
- DÜLMENplus (Anzeigenblatt mit redaktionellem Anteil)
- Dülmener Zeitung (Tageszeitung)
- Stadtanzeiger (Anzeigenblatt mit redaktionellem Anteil)
- Streiflichter (Anzeigenblatt, 2021 eingestellt)
- Dülmener Heimatblätter

#### Radio
- Radio Kiepenkerl (Lokalsender für den Kreis Coesfeld)

### Öffentliche Einrichtungen
- Abwasserwerk der Stadt Dülmen
- Dülmen Marketing e. V. (Stadtmarketingverein)
- Stadtbücherei Dülmen
- Stadtwerke Dülmen GmbH
- Straßenverkehrsamt (des Kreises Coesfeld)
- Wirtschaftsförderungsgesellschaft für den Kreis Coesfeld mbH
- Amtsgericht Dülmen

### Militär
- Die Britischen Streitkräfte in Deutschland (bis 1994 Britische Rheinarmee) unterhielten in Dülmen die Kaserne Tower Barracks. Nach der Räumung durch die Briten im Jahr 2016 nutzen die US-Streitkräfte die Einrichtung unter anderem als Lager.
- Die Bundeswehr betrieb von 1966 bis 2003 die St.-Barbara-Kaserne.

### Bildung

#### Grundschulen
- Gemeinschaftsgrundschule Dernekamp
- Ev. Grundschule Paul-Gerhardt-Schule
- Kath. Grundschule Augustinusschule
- Kath. Grundschule Anna-Katharina-Emmerick-Schule
- Kath. Grundschule St. Mauritius, Hausdülmen
- Kath. Grundschule Kardinal-von-Galen-Schule, Merfeld
- Kath. Grundschule Ludgerusschule, Buldern
- Kath. Grundschule Marienschule, Rorup
- Kath. Grundschule St.-Georg-Schule, Hiddingsel

#### Hauptschulen
- Erich-Kästner-Schule, Buldern (Städtische Gemeinschaftshauptschule, 2016 geschlossen[36])
- Kardinal-von-Galen-Schule (Städtische kath. Hauptschule)

#### Realschulen
- Marienschule (Private Bischöfliche Realschule)
- Hermann-Leeser-Schule (Städtische Realschule für Jungen und Mädchen)

#### Gymnasien
- Clemens-Brentano-Gymnasium
- Annette-von-Droste-Hülshoff-Gymnasium
- Schloss Buldern, Buldern (Gymnasium, Aufbaugymnasium) mit angeschlossenem Internat

#### Förderschulen
- Peter-Pan-Schule (Förderschule des Kreises Coesfeld mit dem Förderschwerpunkt Sprache)
- Pestalozzi-Schule (Städtische Förderschule mit dem Förderschwerpunkt Lernen, Primarstufe und Sekundarstufe I)
- Städtische Klinikschule im St.-Vincenz-Hospital (Förderschule der Stadt Coesfeld, Außenstelle: Franz-Hospital)

#### Berufsbildende Schule
- Richard-von-Weizsäcker-Berufskolleg (Standort Dülmen)

#### Berufsfortbildungsstätten
- Die Berufsfortbildungsstätte des Schornsteinfegerhandwerks Nordrhein-Westfalen - Schornsteinfegerschule/-akademie
- Handwerksbildungsstätten e. V.

#### Sonstiges
- Musikschule der Stadt Dülmen[37]
- Musikschule dieTonart – Musikschule im Dernekamp
- Private Musikschule Gitarre Piano + Co
- Volkshochschule (VHS Dülmen – Haltern am See – Havixbeck) mit Hauptsitz in Dülmen und dem Angebot verschiedener Kurse und Weiterbildungsmöglichkeiten in den Zweigstellen.
- Familienbildungsstätte
- Kulturoffensive e. V. (Bühnenverein)

## Telefonvorwahlen
In Dülmen gilt hauptsächlich die Vorwahl 02594. Buldern und Hiddingsel nutzen die 02590. Für Gespräche nach Rorup ist die 02548 vorzuwählen.

## Persönlichkeiten

### Ehrenbürger
- 1897: August Schlüter (1825–1908), von 1867 bis 1908 Beigeordneter und Stellvertreter des Bürgermeisters
- 1933: Franz von Papen (1879–1969), Reichskanzler, lebte 1918–1930 auf Haus Merfeld, Ehrenbürgerschaft formell aberkannt am 15. Dezember 2010[41][42]

### In Dülmen geboren
- Theodor Althoff (1858–1931), Warenhausgründer (Karstadt-Althoff)
- Amrei Bahr (* 1985), Philosophin und Hochschullehrerin
- Ludwig Baumeister MSC (1894–1946) katholischer Ordensgeistlicher, Missionar und Apostolischer Superior von Shiqian in China
- Christina Bäumerich (* 1984), Comiczeichnerin
- Joseph Bendix (1874–1904), Regierungs-Baumeister und Leutnant der Reserve
- Albert Bendix (1879–1940), Bankier
- Franz Bielefeld (1907–1989), Politiker (NSDAP)
- Julius Bielefeld (1905–1970), NSDAP-Kreisleiter in Lüdinghausen
- Franz Heinrich Bispink (1749–1820), Schriftsteller, Buchhändler und Verleger
- Johannes Bockholt (1892–1972), Politiker
- Leonhard Brockmann (1935–2015), Politiker
- Hans Georg Bulla (* 1949), Lyriker, Lektor und Herausgeber
- Baron Gisbert von Romberg (1839–1897), durch den 1923 veröffentlichten Roman von Josef Winckler als Toller Bomberg bekannt
- Michael Ceyp (* 1965), Wirtschaftswissenschaftler
- Isabella von Croÿ-Dülmen (1856–1931), Erzherzogin von Österreich-Teschen
- Rudolf von Croÿ (1823–1902), Standesherr, Mitglied des Preußischen Herrenhauses
- Bernhard Daldrup (* 1961), Politiker
- Alexius Edelbrock (1843–1908), Benediktiner, Abt von St. John’s in Collegeville, USA und Präses der Amerikanisch-Cassinensischen Benediktinerkongregation
- Melchior Essewich (1786–1872), Kaufmann und Politiker
- Marie-Luise Fasse (* 1948), Politiker, Landtagsabgeordnete
- Thomas Freundner (* 1961), Filmregisseur
- Tammo Harder (* 1994), Fußballspieler
- Marcolinus Hoffmann (1901–1944), Steyler Missionar und Märtyrer
- Florian Hornig (* 2000), Leichtathlet
- Carsten Hövekamp (* 1982), Politiker (CDU) und Bürgermeister der Stadt Dülmen
- Werner Jostmeier (* 1950), Politiker
- Friedrich Kaiser (1903–1993), Bischof der Territorialprälatur Caravelí in Peru und Gründer der Missionsschwestern vom lehrenden und sühnenden Heiland
- Eberhard Kaute (1859–unbekannt), Forstbeamter und Mitglied des Preußischen Abgeordnetenhaus
- Otto Leeser (1888–1964), deutscher Arzt und Homöopath
- Elmar Lordemann (* 1957), Journalist, TV-Producer und Fernsehmoderator
- Doreen Luther (* 1997), Volleyballspielerin
- Clemens Mersmann (1788–1867), Landrat des Kreises Coesfeld von 1823–1867
- Michael Nieberg (* 1966), Journalist und Fernsehproduzent
- Hermann Heinrich Adolf Ostrop (1888–1963), Politiker
- Martin Pohlmann (* 1966), Wissenschaftler
- Fritz Pütter (1895–1918), Kampfflieger der kaiserlichen Fliegertruppe
- Aziz Retzep (* 1992), Fußballspieler
- Claudia Schindler (* 1967), Altphilologin
- Gisbert von Romberg II., auch Gisbert von Romberg, (1839–1897), Gutsbesitzer u. a. in Dülmen, historische Vorlage für den Erfolgsroman „Der tolle Bomberg“
- Paul Wilhelm Schmidt (1896–1950), Dermatologe und Hochschullehrer
- Makke Schneider (* 1974), Schauspieler
- Max von Spießen (1852–1921), Dichter, Genealoge und Heraldiker
- André Stinka (* 1965), Politiker
- Hartmut Surmann (* 1963), Wissenschaftler
- Marc Timmer (* 1972), Politiker (SPD)
- Jörg Trempler (1970–2024), Kunsthistoriker
- Thekla Walker (* 1969), Politikerin
- Stefan Weppelmann (* 1970), Kunsthistoriker und Museumsdirektor
- Marianne Werner (1924–2023), Leichtathletin und Olympiamedaillengewinnerin
- Anton Wibberding (1860–1930), Politiker und Bürgermeister der Städte Sendenhorst und Wattenscheid
- Franz Josef Worstbrock (* 1935), germanistischer Mediävist

### Mit Dülmen verbunden
- Markus Aerdken (* 1971), Fußballspieler, aufgewachsen in Dülmen
- Ismail Atalan (* 1980), Fußballtrainer, aufgewachsen in Dülmen
- Moses Bendix (1800–1845), Gründer des Textilunternehmens Bendix
- Dominikus Böhm (1880–1955), Architekt, baute 1936–1938 die Heilig-Kreuz-Kirche
- Clemens Brentano (1778–1842), Dichter der Romantik, hielt sich 1818 und 1819–1824 fast ständig in Dülmen auf
- Hermann von dem Busche (1468–1534), Humanist
- Julian Büscher (* 1993), Fußballspieler, aufgewachsen in Dülmen
- Franz Wilhelm Cramer (1815–1903), Theologe
- Alfred Herzog von Croÿ (1789–1861), Standesherr im Raum Dülmen
- Heinrich Maria Denneborg (1909–1987), Autor; setzte mit dem Kinderbuch-Klassiker „Jan und das Wildpferd“ den Dülmener Wildpferden ein Denkmal
- Jürgen Drews (* 1945), Entertainer, lebt in Rorup
- Anna Katharina Emmerick (1774–1824), Mystikerin, 2004 seliggesprochen, starb in Dülmen
- Ludger Gerdes (1954–2008), Maler, Bildhauer und Multimedia-Künstler
- Heidrun Holtmann (1961), Pianistin, Weltstar, verbrachte ihre Kindheit in Buldern[43]
- Josef Paul Kleihues (1933–2004), Architekt und Hochschullehrer
- Jan Kleihues (* 1962), Architekt
- Bernhard Krug (* 1949), Maler
- Elisabeth Küper (1901–1991), Gewerkschafterin und Politikerin
- Matthias Langkamp (* 1984), Fußballspieler, aufgewachsen in Dülmen
- Sebastian Langkamp (* 1988), Fußballspieler, aufgewachsen in Dülmen
- Konrad Lorenz (1903–1989), Verhaltensforscher und Nobelpreisträger, arbeitete in den 1950er Jahren in der Forschungsstelle für Vergleichende Verhaltensforschung der Max-Planck-Gesellschaft in Schloss Buldern
- Lorenz Luchsperger (vor 1471–1501), Bildhauer
- Winfried Nachtwei (* 1946), Politiker, 1994–2009 Bundestagsabgeordneter; 1977–1994 Studienrat am Clemens-Brentano-Gymnasium Dülmen
- István Nagy (1940–2020), Komponist, Pianist, Dirigent und Musikpädagoge
- Franka Potente (* 1974), Schauspielerin, aufgewachsen in Dülmen
- Katharina Sibylla Schücking (1791–1831), westfälische Dichterin, aufgewachsen in Dülmen
- Manfred Sestendrup (* 1952), Schriftsteller, seit 1980 Oberstudienrat am Clemens-Brentano-Gymnasium Dülmen
- Gerhard Spangenberg (1901–1975), Theologe
- J. Monika Walther (* 1945), Schriftstellerin, lebt in Dülmen
- Wolf Graf von Westarp (1910–1982), Politiker

### Fiktive Dülmener
- Rudolph Beck-Dülmen (1885–1956), fiktive Person, die u. a. auch mal Dülmen zugeordnet wurde
- Toller Bomberg, Romanfigur
- Helga Aufschrey, Figur aus der Episode Das Spiel mit der Freiheit (Helga 1962) der 13-teiligen Filmreihe Die zweite Heimat von Edgar Reitz. Die Episode spielt in einem längeren Abschnitt in Dülmen.